# ITF Women's Circuit luglio-settembre 2013
Questo è il calendario completo degli eventi ITF femminili svoltisi tra luglio e settembre 2013, con i risultati in progressione dai quarti di finale.

## Legenda
| Torneo da $100.000 |
| Torneo da $75.000  |
| Torneo da $50.000  |
| Torneo da $25.000  |
| Torneo da $15.000  |
| Torneo da $10.000  |

## Luglio
| Settimana | Torneo | Vincitrici                                            | Finaliste                                         | Semifinaliste                               | Eliminate ai quarti                                                                 |
| --------- | --- | ----------------------------------------------------- | ------------------------------------------------- | ------------------------------------------- | ----------------------------------------------------------------------------------- |
| 1º luglio | Cooper Challenger 2013 Waterloo, Canada Terra rossa $50,000 Singolare – Doppio                                   | Julia Glushko 6–1, 6–3                                | Gabriela Dabrowski                                | Ons Jabeur Sacha Jones                      | Sharon Fichman Jillian O'Neill Sachia Vickery Monique Adamczak                      |
| 1º luglio | Cooper Challenger 2013 Waterloo, Canada Terra rossa $50,000 Singolare – Doppio                                   | Gabriela Dabrowski Sharon Fichman 7–6(6), 6–3         | Misa Eguchi Eri Hozumi                            | Ons Jabeur Sacha Jones                      | Sharon Fichman Jillian O'Neill Sachia Vickery Monique Adamczak                      |
| 1º luglio | Reinert Open 2013 Versmold, Germania Terra rossa $50,000 Singolare – Doppio                                      | Dinah Pfizenmaier 6–4, 4–6, 6–4                       | Maryna Zanevs'ka                                  | Claire Feuerstein Yvonne Meusburger         | Renata Voráčová Carina Witthöft Stephanie Vogt Antonia Lottner                      |
| 1º luglio | Reinert Open 2013 Versmold, Germania Terra rossa $50,000 Singolare – Doppio                                      | Sofia Shapatava Anna Tatišvili 6–4, 6–4               | Claire Feuerstein Renata Voráčová                 | Claire Feuerstein Yvonne Meusburger         | Renata Voráčová Carina Witthöft Stephanie Vogt Antonia Lottner                      |
| 1º luglio | FSP Gold River Women's Challenger 2013 Sacramento, Stati Uniti Cemento $50,000 Singolare – Doppio                | Mayo Hibi 7–5, 6–0                                    | Madison Brengle                                   | Ivana Lisjak Allie Will                     | Alisa Klejbanova Petra Rampre Heidi El Tabakh Alexandra Stevenson                   |
| 1º luglio | FSP Gold River Women's Challenger 2013 Sacramento, Stati Uniti Cemento $50,000 Singolare – Doppio                | Naomi Broady Storm Sanders 6–3, 6–4                   | Robin Anderson Lauren Embree                      | Ivana Lisjak Allie Will                     | Alisa Klejbanova Petra Rampre Heidi El Tabakh Alexandra Stevenson                   |
| 1º luglio | Mundial de Tenis Femenino do Interior 2013 São José do Rio Preto, Brasile Terra rossa $25,000 Singolare - Doppio | Florencia Molinero 0–6, 6–2, 6–3                      | María Irigoyen                                    | Laura Pigossi Verónica Cepede Royg          | Ximena Hermoso Mailen Auroux Eduarda Piai Hsu Chieh-yu                              |
| 1º luglio | Mundial de Tenis Femenino do Interior 2013 São José do Rio Preto, Brasile Terra rossa $25,000 Singolare - Doppio | Verónica Cepede Royg Adriana Pérez 4–6, 6–4, [11–9]   | María Fernanda Álvarez Terán Mailen Auroux        | Laura Pigossi Verónica Cepede Royg          | Ximena Hermoso Mailen Auroux Eduarda Piai Hsu Chieh-yu                              |
| 1º luglio | Open GDF SUEZ de la Porte du Hainaut 2013 Denain, Francia Terra rossa $25,000 Singolare - Doppio                 | Teliana Pereira 6–4, 7–5                              | Alberta Brianti                                   | Sandra Zaniewska Michaela Hončová           | Anna Danilina Laura Thorpe Alizé Lim Corinna Dentoni                                |
| 1º luglio | Open GDF SUEZ de la Porte du Hainaut 2013 Denain, Francia Terra rossa $25,000 Singolare - Doppio                 | Tatiana Búa Arabela Fernández Rabener 7–5, 6–2        | Laura-Ioana Andrei Dia Evtimova                   | Sandra Zaniewska Michaela Hončová           | Anna Danilina Laura Thorpe Alizé Lim Corinna Dentoni                                |
| 1º luglio | Thermphos Challenger Zeeland 2013 Middelburg, Paesi Bassi Terra rossa $25,000 Singolare - Doppio                 | Irena Pavlović 6–3, 6–4                               | Angelique van der Meet                            | Diāna Marcinkēviča Aleksandra Panova        | Conny Perrin Sandra Roma Lesley Kerkhove Kristína Kučová                            |
| 1º luglio | Thermphos Challenger Zeeland 2013 Middelburg, Paesi Bassi Terra rossa $25,000 Singolare - Doppio                 | Veronika Kapšaj Ksenia Palkina 6–3, 6–3               | Fatma Al-Nabhani Sviatlana Pirazhenka             | Diāna Marcinkēviča Aleksandra Panova        | Conny Perrin Sandra Roma Lesley Kerkhove Kristína Kučová                            |
| 1º luglio | Bella Cup 2013 Toruń, Polonia Terra rossa $25,000 Singolare - Doppio                                             | Paula Kania 6–4, 6–4                                  | Katarzyna Piter                                   | Anna Karolína Schmiedlová Denisa Allertová  | Cristina Dinu Magda Linette Danka Kovinić Julija Bejhel'zymer                       |
| 1º luglio | Bella Cup 2013 Toruń, Polonia Terra rossa $25,000 Singolare - Doppio                                             | Paula Kania Magda Linette 6–2, 4–6, [10–5]            | Julija Bejhel'zymer Elena Bogdan                  | Anna Karolína Schmiedlová Denisa Allertová  | Cristina Dinu Magda Linette Danka Kovinić Julija Bejhel'zymer                       |
| 1º luglio | Zubr Cup 2013 Přerov, Rep. Ceca Terra rossa $15,000 Singolare - Doppio                                           | Réka-Luca Jani 6–2, 7–6(4)                            | Ekaterina Aleksandrova                            | Viktorija Kan Ol'ga Jančuk                  | Lenka Juríková Chantal Škamlová Hanna Poznichirenko Petra Krejsová                  |
| 1º luglio | Zubr Cup 2013 Přerov, Rep. Ceca Terra rossa $15,000 Singolare - Doppio                                           | Petra Krejsová Jesika Malečková 6–1, 4–6, [10–5]      | Viktorija Kan Hanna Poznichirenko                 | Viktorija Kan Ol'ga Jančuk                  | Lenka Juríková Chantal Škamlová Hanna Poznichirenko Petra Krejsová                  |
| 1º luglio | Iris Ladies Trophy 2013 Bruxelles, Belgio Terra rossa $10,000 Singolare - Doppio                                 | Anna Klasen 6–3, 6–3                                  | Evgenija Paškova                                  | Steffi Distelmans Nicola Geuer              | Elke Lemmens Anastasіja Vasyl'jeva Camilla Rosatello Marie Benoît                   |
| 1º luglio | Iris Ladies Trophy 2013 Bruxelles, Belgio Terra rossa $10,000 Singolare - Doppio                                 | Anna Klasen Charlotte Klasen 6–1, 6–3                 | Michaela Boev Anastasіja Vasyl'jeva               | Steffi Distelmans Nicola Geuer              | Elke Lemmens Anastasіja Vasyl'jeva Camilla Rosatello Marie Benoît                   |
| 1º luglio | Jolie Ville Golf Women's 25 2013 Sharm el-Sheikh, Egitto Cemento $10,000 Singolare - Doppio                      | Anna Morgina 6–4, 6–3                                 | Valeria Prosperi                                  | Madrie Le Roux Despoina Vogasari            | Naomi Totka Mai El Kamash Ljudmila Vasil'eva Eleni Kordolaimi                       |
| 1º luglio | Jolie Ville Golf Women's 25 2013 Sharm el-Sheikh, Egitto Cemento $10,000 Singolare - Doppio                      | Polina Monova Julia Valetova 6–1, 7–5                 | Violetta Degtiareva Hanna Piven                   | Madrie Le Roux Despoina Vogasari            | Naomi Totka Mai El Kamash Ljudmila Vasil'eva Eleni Kordolaimi                       |
| 1º luglio | Surakarta Cup 2013 Solo, Indonesia Cemento $10,000 Singolare - Doppio                                            | Lavinia Tananta 7–5, 6–4                              | Yumi Miyazaki                                     | Kanika Vaidya Ayu Fani Damayanti            | Zhu Aiwen Zhang Yukun Michika Ozeki Jessy Rompies                                   |
| 1º luglio | Surakarta Cup 2013 Solo, Indonesia Cemento $10,000 Singolare - Doppio                                            | Beatrice Gumulya Jessy Rompies 6–2, 6–4               | Aldila Sutjiadi Zhu Aiwen                         | Kanika Vaidya Ayu Fani Damayanti            | Zhu Aiwen Zhang Yukun Michika Ozeki Jessy Rompies                                   |
| 1º luglio | Internazionali Femminili di Tennis dell'Umbria 2013 Todi, Italia Terra rossa $10,000 Singolare - Doppio          | Alice Balducci 6–4, 6–3                               | Ani Amiraghyan                                    | Alix Collombon Despina Papamichail          | Anna Floris Giulia Sussarello Martina Caregaro Olga Doroshina                       |
| 1º luglio | Internazionali Femminili di Tennis dell'Umbria 2013 Todi, Italia Terra rossa $10,000 Singolare - Doppio          | Ani Amiraghyan Alice Balducci 6–2, 6–3                | Claudia Giovine Yuka Mori                         | Alix Collombon Despina Papamichail          | Anna Floris Giulia Sussarello Martina Caregaro Olga Doroshina                       |
| 1º luglio | ITF Women's Circuit Prokuplje 2 2013 Prokuplje, Serbia Terra rossa $10,000 Singolare - Doppio                    | Viktorija Tomova 7–6(2), 6–2                          | Xenia Knoll                                       | Dejana Raickovic Milana Špremo              | Ema Mikulčić Tjaša Šrimpf Ingrid-Alexandra Radu Dalia Zafirova                      |
| 1º luglio | ITF Women's Circuit Prokuplje 2 2013 Prokuplje, Serbia Terra rossa $10,000 Singolare - Doppio                    | Lina Ǵorčeska Dalia Zafirova 6–3, 6–0                 | Viktorija Rajicic Viktorija Tomova                | Dejana Raickovic Milana Špremo              | Ema Mikulčić Tjaša Šrimpf Ingrid-Alexandra Radu Dalia Zafirova                      |
| 1º luglio | Chang ITF Thailand Pro Circuit Bangkok 4 2013 Bangkok, Thailandia Cemento $10,000 Singolare - Doppio             | Lu Jiajing 7–6(6), 7–5                                | Zhang Ling                                        | Shiho Akita Yurina Koshino                  | Lee Pei-chi Akari Inoue Makoto Ninomiya Wang Boyan                                  |
| 1º luglio | Chang ITF Thailand Pro Circuit Bangkok 4 2013 Bangkok, Thailandia Cemento $10,000 Singolare - Doppio             | Lu Jiajing Lu Jiaxiang 6–4, 6–4                       | Napaporn Tongsalee Suchanun Viratprasert          | Shiho Akita Yurina Koshino                  | Lee Pei-chi Akari Inoue Makoto Ninomiya Wang Boyan                                  |
| 1º luglio | ITF Women's Circuit Istanbul 2013 Istanbul, Turchia Cemento $10,000 Singolare - Doppio                           | Nuria Párrizas Díaz 6–1, 6–2                          | Caroline Romeo                                    | Polina Lejkina Christina Shakovets          | Zuzana Zlochová Sandra Hönigová Elizaveta Kuličkova Dunja Stamenković               |
| 1º luglio | ITF Women's Circuit Istanbul 2013 Istanbul, Turchia Cemento $10,000 Singolare - Doppio                           | Polina Lejkina Lіdzіja Marozava 7–6(2), 7–5           | Maryna Kolb Nadiya Kolb                           | Polina Lejkina Christina Shakovets          | Zuzana Zlochová Sandra Hönigová Elizaveta Kuličkova Dunja Stamenković               |
| 8 luglio  | Open GDF Suez de Biarritz 2013 Biarritz, Francia Terra rossa $100,000 Singolare – Doppio                         | Stephanie Vogt 1–6, 6–3, 6–2                          | Anna Karolína Schmiedlová                         | Laura Thorpe Alizé Lim                      | Anne Schäfer Ol'ga Savčuk Nadežda Kičenok Pauline Parmentier                        |
| 8 luglio  | Open GDF Suez de Biarritz 2013 Biarritz, Francia Terra rossa $100,000 Singolare – Doppio                         | Julija Bejhel'zymer Ol'ga Savčuk 2–6, 6–4, [10–8]     | Vera Duševina Ana Vrljić                          | Laura Thorpe Alizé Lim                      | Anne Schäfer Ol'ga Savčuk Nadežda Kičenok Pauline Parmentier                        |
| 8 luglio  | Beijing International Challenger 2013 Pechino, Cina Cemento $75,000 Singolare – Doppio                           | Zhang Shuai 6–2, 6–1                                  | Zhou Yimiao                                       | Misaki Doi Zheng Saisai                     | Liu Fangzhou Michaëlla Krajicek Yurika Sema Zhou Xiao                               |
| 8 luglio  | Beijing International Challenger 2013 Pechino, Cina Cemento $75,000 Singolare – Doppio                           | Liu Chang Zhou Yimiao 7–6(1), 6–4                     | Misaki Doi Miki Miyamura                          | Misaki Doi Zheng Saisai                     | Liu Fangzhou Michaëlla Krajicek Yurika Sema Zhou Xiao                               |
| 8 luglio  | Yakima Regional Hospital Challenger 2013 Yakima, Stati Uniti Cemento $50,000 Singolare – Doppio                  | Nicole Gibbs 6–1, 6–4                                 | Ivana Lisjak                                      | Storm Sanders Julia Glushko                 | Chanel Simmonds Shelby Rogers Ashley Weinhold Sachia Vickery                        |
| 8 luglio  | Yakima Regional Hospital Challenger 2013 Yakima, Stati Uniti Cemento $50,000 Singolare – Doppio                  | Jan Abaza Allie Will 7–5, 3–6, [10–3]                 | Naomi Broady Irina Falconi                        | Storm Sanders Julia Glushko                 | Chanel Simmonds Shelby Rogers Ashley Weinhold Sachia Vickery                        |
| 8 luglio  | Mundial de Tenis Femenino do Interior 2 2013 Campinas, Brasile Terra rossa $25,000 Singolare - Doppio            | María Irigoyen 6–2, 6–2                               | Verónica Cepede Royg                              | Andrea Benítez Florencia Molinero           | Gabriela Cé Beatriz Haddad Maia Catalina Pella Amanda Carreras                      |
| 8 luglio  | Mundial de Tenis Femenino do Interior 2 2013 Campinas, Brasile Terra rossa $25,000 Singolare - Doppio            | Verónica Cepede Royg Adriana Pérez 6–0, 6–1           | Florencia Molinero Carolina Zeballos              | Andrea Benítez Florencia Molinero           | Gabriela Cé Beatriz Haddad Maia Catalina Pella Amanda Carreras                      |
| 8 luglio  | Schönbusch Open 2013 Aschaffenburg, Germania Terra rossa $25,000 Singolare - Doppio                              | Maša Zec Peškirič 6–4, 6–4                            | Dalila Jakupovič                                  | Angelique van der Meet Ekaterine Gorgodze   | Anna-Lena Friedsam Yuliya Kalabina Lesley Kerkhove Lisanne van Riet                 |
| 8 luglio  | Schönbusch Open 2013 Aschaffenburg, Germania Terra rossa $25,000 Singolare - Doppio                              | Demi Schuurs Eva Wacanno 7–5, 1–6, [14–12]            | Carolin Daniels Laura Schäder                     | Angelique van der Meet Ekaterine Gorgodze   | Anna-Lena Friedsam Yuliya Kalabina Lesley Kerkhove Lisanne van Riet                 |
| 8 luglio  | ITF Women's Circuit Istanbul 2 2013 Istanbul, Turchia Cemento $25,000 Singolare - Doppio                         | Elizaveta Kuličkova 6–3, 4–6, 6–0                     | Kateryna Kozlova                                  | Çağla Büyükakçay Pemra Özgen                | Melanie Klaffner Oksana Kalašnikova Tara Moore Jasmina Tinjić                       |
| 8 luglio  | ITF Women's Circuit Istanbul 2 2013 Istanbul, Turchia Cemento $25,000 Singolare - Doppio                         | Oksana Kalašnikova Ljudmyla Kičenok 6–2, 4–6, [10–7]  | Alona Fomina Anja Prislan                         | Çağla Büyükakçay Pemra Özgen                | Melanie Klaffner Oksana Kalašnikova Tara Moore Jasmina Tinjić                       |
| 8 luglio  | Jolie Ville Golf Women's 26 2013 Sharm el-Sheikh, Egitto Cemento $10,000 Singolare - Doppio                      | Anna Morgina 6–1, 6–3                                 | Pauline Payet                                     | Lynn Kiro India Maggen                      | Amelie Intert Emma Hayman Danielle Konotoptseva Jasmin Ladurner                     |
| 8 luglio  | Jolie Ville Golf Women's 26 2013 Sharm el-Sheikh, Egitto Cemento $10,000 Singolare - Doppio                      | Kristi Boxx Abigail Guthrie 6–1, 6–2                  | Anna Morgina Naomi Totka                          | Lynn Kiro India Maggen                      | Amelie Intert Emma Hayman Danielle Konotoptseva Jasmin Ladurner                     |
| 8 luglio  | Trofeo Mabo 2013 Torino, Italia Terra rossa $10,000 Singolare - Doppio                                           | Claudia Giovine 4–6, 7–6(6), 6–2                      | Federica di Sarra                                 | Martina di Giuseppe Olga Doroshina          | Alessandra Simonelli Camilla Rosatello Alice Savoretti Annalisa Bona                |
| 8 luglio  | Trofeo Mabo 2013 Torino, Italia Terra rossa $10,000 Singolare - Doppio                                           | Olga Doroshina Camilla Rosatello 6–2, 6–1             | Maria Masini Yuka Mori                            | Martina di Giuseppe Olga Doroshina          | Alessandra Simonelli Camilla Rosatello Alice Savoretti Annalisa Bona                |
| 8 luglio  | Surakarta Cup 2 2013 Solo, Indonesia Cemento $10,000 Singolare - Doppio                                          | Ayu Fani Damayanti 7–5, 6–2                           | Yumi Miyazaki                                     | Misa Kinoshita Yumi Nakano                  | Kotomi Takahata Zhu Aiwen Katherine Ip Gai Ao                                       |
| 8 luglio  | Surakarta Cup 2 2013 Solo, Indonesia Cemento $10,000 Singolare - Doppio                                          | Ayu Fani Damayanti Lavinia Tananta 4–6, 6–1, [10–5]   | Beatrice Gumulya Jessy Rompies                    | Misa Kinoshita Yumi Nakano                  | Kotomi Takahata Zhu Aiwen Katherine Ip Gai Ao                                       |
| 8 luglio  | Trofeul Municipiului Iași 2013 Iași, Romania Terra rossa $10,000 Singolare - Doppio                              | Marie Benoît 6–3, 7–6(0)                              | Raluca Elena Platon                               | Diana Buzean Elena-Teodora Cadar            | Ioana Ducu Georgiana Patrasc Anaève Pain Simona Ionescu                             |
| 8 luglio  | Trofeul Municipiului Iași 2013 Iași, Romania Terra rossa $10,000 Singolare - Doppio                              | Irina Maria Bara Diana Buzean 6–2, 6–1                | Anita Husarić Kateryna Sliusar                    | Diana Buzean Elena-Teodora Cadar            | Ioana Ducu Georgiana Patrasc Anaève Pain Simona Ionescu                             |
| 8 luglio  | ITF Women's Circuit Getxo 2013 Getxo, Spagna Terra rossa $10,000 Singolare - Doppio                              | Tatiana Búa 7–5, 5–7, 7–5                             | Gaia Sanesi                                       | Bárbara Luz Jade Suvrijn                    | Andrea Lázaro García Jacqueline Cabaj Awad Giulia Sussarello Clothilde de Bernardi  |
| 8 luglio  | ITF Women's Circuit Getxo 2013 Getxo, Spagna Terra rossa $10,000 Singolare - Doppio                              | Jacqueline Cabaj Awad Cornelia Lister 6–2, 6–4        | Ashley Keir Charlotte Roemer                      | Bárbara Luz Jade Suvrijn                    | Andrea Lázaro García Jacqueline Cabaj Awad Giulia Sussarello Clothilde de Bernardi  |
| 8 luglio  | Chang ITF Thailand Pro Circuit Bangkok 5 2013 Bangkok, Thailandia Cemento $10,000 Singolare - Doppio             | Lu Jiajing 5–7, 6–3, 6–3                              | Katherine Westbury                                | Makoto Ninomiya Lu Jiaxiang                 | Chihiro Nunome Lee Pei-chi Apichaya Runglerdkriangkrai Isabella Holland             |
| 8 luglio  | Chang ITF Thailand Pro Circuit Bangkok 5 2013 Bangkok, Thailandia Cemento $10,000 Singolare - Doppio             | Lu Jiajing Lu Jiaxiang 6–4, 6–4                       | Lee Pei-chi Varunya Wongteanchai                  | Makoto Ninomiya Lu Jiaxiang                 | Chihiro Nunome Lee Pei-chi Apichaya Runglerdkriangkrai Isabella Holland             |
| 15 luglio | ITS Cup 2013 Olomouc, Repubblica Ceca Terra rossa $100,000 Singolare – Doppio                                    | Polona Hercog 6–0, 6–3                                | Katarzyna Piter                                   | Maryna Zanevs'ka Barbora Záhlavová-Strýcová | Nadežda Kičenok Renata Voráčová Cristina Dinu Alison Van Uytvanck                   |
| 15 luglio | ITS Cup 2013 Olomouc, Repubblica Ceca Terra rossa $100,000 Singolare – Doppio                                    | Renata Voráčová Barbora Záhlavová-Strýcová 6–3, 6–4   | Martina Borecká Tereza Malíková                   | Maryna Zanevs'ka Barbora Záhlavová-Strýcová | Nadežda Kičenok Renata Voráčová Cristina Dinu Alison Van Uytvanck                   |
| 15 luglio | Open 88 Contrexéville 2013 Contrexéville, Francia Terra rossa $50,000 Singolare – Doppio                         | Timea Bacsinszky 6–1, 6–1                             | Beatriz García Vidagany                           | Constance Sibille Ana Konjuh                | Claire Feuerstein Fiona Ferro Sandra Zaniewska Angelique van der Meet               |
| 15 luglio | Open 88 Contrexéville 2013 Contrexéville, Francia Terra rossa $50,000 Singolare – Doppio                         | Vanesa Furlanetto Amandine Hesse 7–6(3), 6–4          | Ana Konjuh Silvia Njirić                          | Constance Sibille Ana Konjuh                | Claire Feuerstein Fiona Ferro Sandra Zaniewska Angelique van der Meet               |
| 15 luglio | Oregon Challenger 2013 Portland, Stati Uniti Cemento $50,000 Singolare – Doppio                                  | Kurumi Nara 3–6, 6–3, 6–3                             | Alison Riske                                      | Grace Min Shelby Rogers                     | Mayo Hibi Erika Sema Brianna Morgan Nicole Gibbs                                    |
| 15 luglio | Oregon Challenger 2013 Portland, Stati Uniti Cemento $50,000 Singolare – Doppio                                  | Irina Falconi Nicole Melichar 4–6, 6–3, [10–8]        | Sanaz Marand Ashley Weinhold                      | Grace Min Shelby Rogers                     | Mayo Hibi Erika Sema Brianna Morgan Nicole Gibbs                                    |
| 15 luglio | Brasil Tennis Series 2013 Campos do Jordão, Brasile Cemento $25,000 Singolare - Doppio                           | Paula Cristina Gonçalves 3–6, 7–5, 6–1                | María Irigoyen                                    | Hsu Chieh-yu Florencia Molinero             | Mailen Auroux Laura Pigossi Adriana Pérez Verónica Cepede Royg                      |
| 15 luglio | Brasil Tennis Series 2013 Campos do Jordão, Brasile Cemento $25,000 Singolare - Doppio                           | Paula Cristina Gonçalves María Irigoyen 7–5, 6–3      | María Fernanda Álvarez Terán Maria Fernanda Alves | Hsu Chieh-yu Florencia Molinero             | Mailen Auroux Laura Pigossi Adriana Pérez Verónica Cepede Royg                      |
| 15 luglio | Challenger Banque Nationale de Granby 2013 Granby, Canada Cemento $25,000 Singolare – Doppio                     | Risa Ozaki 0–6, 7–5, 6–2                              | Samantha Murray                                   | Eri Hozumi Julie Coin                       | Olivia Rogowska Sherazad Benamar Riko Sawayanagi Miki Miyamura                      |
| 15 luglio | Challenger Banque Nationale de Granby 2013 Granby, Canada Cemento $25,000 Singolare – Doppio                     | Lena Litvak Carol Zhao 7–5, 6–4                       | Julie Coin Emily Webley-Smith                     | Eri Hozumi Julie Coin                       | Olivia Rogowska Sherazad Benamar Riko Sawayanagi Miki Miyamura                      |
| 15 luglio | Darmstadt Tennis International 2013 Darmstadt, Germania Terra rossa $25,000 Singolare - Doppio                   | Petra Uberalová 7–6(3), 6–4                           | Lena-Marie Hofmann                                | Tamara Korpatsch Polina Vinogradova         | Alexandra Artamonova Karin Kennel Natalie Pröse Jana Sizikova                       |
| 15 luglio | Darmstadt Tennis International 2013 Darmstadt, Germania Terra rossa $25,000 Singolare - Doppio                   | Alexandra Artamonova Natela Dzalamidze 6–3, 7–6(5)    | Christina Shakovets Maša Zec Peškirič             | Tamara Korpatsch Polina Vinogradova         | Alexandra Artamonova Karin Kennel Natalie Pröse Jana Sizikova                       |
| 15 luglio | Internazionali di Imola 2013 Imola, Italia Sintetico $25,000 Singolare - Doppio                                  | Viktorija Kan 3–6, 7–5, 6–2                           | Ljudmyla Kičenok                                  | Nuria Párrizas Díaz Indy de Vroome          | Xenia Knoll Carolina Pillot Marina Šamajko Alice Balducci                           |
| 15 luglio | Internazionali di Imola 2013 Imola, Italia Sintetico $25,000 Singolare - Doppio                                  | Ljudmyla Kičenok Jeļena Ostapenko 6–4, 3–6, [10–3]    | Katharina Lehnert Alice Matteucci                 | Nuria Párrizas Díaz Indy de Vroome          | Xenia Knoll Carolina Pillot Marina Šamajko Alice Balducci                           |
| 15 luglio | AEGON Pro Series Foxhills 2013 Woking, Regno Unito Cemento $25,000 Singolare - Doppio                            | Pemra Özgen 3–6, 7–5, 7–6(10)                         | Tara Moore                                        | Lisa Whybourn Jovana Jakšić                 | Marta Sirotkina Irena Pavlović Junri Namigata Mari Tanaka                           |
| 15 luglio | AEGON Pro Series Foxhills 2013 Woking, Regno Unito Cemento $25,000 Singolare - Doppio                            | Tara Moore Marta Sirotkina 4–6, 6–1, [10–7]           | Kanae Hisami Mari Tanaka                          | Lisa Whybourn Jovana Jakšić                 | Marta Sirotkina Irena Pavlović Junri Namigata Mari Tanaka                           |
| 15 luglio | Knokke Zoute Ladies Open 2013 Knokke, Belgio Terra rossa $10,000 Singolare - Doppio                              | Gaia Sanesi 6–3, 6–3                                  | Tess Sugnaux                                      | Martina Caregaro Mana Ayukawa               | Nicky Van Dyck Marine Partaud Margaux Brabant Magali Kempen                         |
| 15 luglio | Knokke Zoute Ladies Open 2013 Knokke, Belgio Terra rossa $10,000 Singolare - Doppio                              | Mana Ayukawa Monique Zuur 6–2, 4–6, [10–8]            | Elke Lemmens Sofie Oyen                           | Martina Caregaro Mana Ayukawa               | Nicky Van Dyck Marine Partaud Margaux Brabant Magali Kempen                         |
| 15 luglio | Jolie Ville Golf Women's 27 2013 Sharm el-Sheikh, Egitto Cemento $10,000 Singolare - Doppio                      | Giulia Bruzzone 6–4, 6–1                              | Danielle Konotoptseva                             | Alina Micheeva Dianne Hollands              | Ekaterina Tretyak Eleni Kordolaimi Kristi Boxx India Maggen                         |
| 15 luglio | Jolie Ville Golf Women's 27 2013 Sharm el-Sheikh, Egitto Cemento $10,000 Singolare - Doppio                      | Lynn Kiro Mayar Sherif 6–3, 6–2                       | Alina Micheeva Anna Morgina                       | Alina Micheeva Dianne Hollands              | Ekaterina Tretyak Eleni Kordolaimi Kristi Boxx India Maggen                         |
| 15 luglio | ITF Women's Circuit New Delhi 2 2013 Nuova Delhi, India Cemento $10,000 Singolare - Doppio                       | Ankita Raina 6–4, 6–4                                 | Kanika Vaidya                                     | Natasha Palha Rishika Sunkara               | Eetee Maheta Nidhi Chilumula Shweta Rana Sharmada Balu                              |
| 15 luglio | ITF Women's Circuit New Delhi 2 2013 Nuova Delhi, India Cemento $10,000 Singolare - Doppio                       | Sharmada Balu Sowjanya Bavisetti 6–2, 6–4             | Ankita Raina Shweta Rana                          | Natasha Palha Rishika Sunkara               | Eetee Maheta Nidhi Chilumula Shweta Rana Sharmada Balu                              |
| 15 luglio | Ciudad de Valladolid 2013 Valladolid, Spagna Cemento $10,000 Singolare - Doppio                                  | Andrea Lázaro García 6–3, 3–6, 6–0                    | Camilla Rosatello                                 | Tatiana Búa Olga Sáez Larra                 | Jessika Ponchet Aina Schaffner Riera Alexandra Nancarrow Josepha Adam               |
| 15 luglio | Ciudad de Valladolid 2013 Valladolid, Spagna Cemento $10,000 Singolare - Doppio                                  | Rutuja Bhosale Camilla Rosatello 6–4, 6–0             | Lucía Cervera Vázquez Carolina Prats Millán       | Tatiana Búa Olga Sáez Larra                 | Jessika Ponchet Aina Schaffner Riera Alexandra Nancarrow Josepha Adam               |
| 15 luglio | GD Tennis Cup 2013 Smirne, Turchia Cemento $10,000 Singolare - Doppio                                            | Zuzana Zlochová 6–3, 3–6, 6–0                         | Melis Sezer                                       | Hülya Esen Başak Eraydın                    | Jasmin Steinherr Khristina Kazimova Stefana Andrei Vera Bessonova                   |
| 15 luglio | GD Tennis Cup 2013 Smirne, Turchia Cemento $10,000 Singolare - Doppio                                            | Başak Eraydın Zuzana Zlochová 6–1, 6–3                | Hülya Esen Lütfiye Esen                           | Hülya Esen Başak Eraydın                    | Jasmin Steinherr Khristina Kazimova Stefana Andrei Vera Bessonova                   |
| 15 luglio | Women's Hospital Classic 2013 Evansville, Stati Uniti Cemento $10,000 Singolare - Doppio                         | Emina Bektas 4–6, 6–4, 6–3                            | Brooke Austin                                     | Michelle Sammons Denise Muresan             | Kyle McPhillips Lauren Albanese Nyla Beenk Ayaka Okuno                              |
| 15 luglio | Women's Hospital Classic 2013 Evansville, Stati Uniti Cemento $10,000 Singolare - Doppio                         | Emina Bektas Brooke Bolender 6–4, 6–4                 | Denise Muresan Jacqueline Wu                      | Michelle Sammons Denise Muresan             | Kyle McPhillips Lauren Albanese Nyla Beenk Ayaka Okuno                              |
| 22 luglio | President's Cup 2013 Astana, Kazakistan Cemento $100,000 Singolare – Doppio                                      | Nadežda Kičenok 6–4, 7–5                              | Maria João Koehler                                | Alizé Lim Luksika Kumkhum                   | Çağla Büyükakçay Nina Bratčikova Aleksandra Panova Ekaterina Byčkova                |
| 22 luglio | President's Cup 2013 Astana, Kazakistan Cemento $100,000 Singolare – Doppio                                      | Ljudmyla Kičenok Nadežda Kičenok 6–2, 6–2             | Nina Bratčikova Valerija Solov'ëva                | Alizé Lim Luksika Kumkhum                   | Çağla Büyükakçay Nina Bratčikova Aleksandra Panova Ekaterina Byčkova                |
| 22 luglio | Fifth Third Bank Tennis Championships 2013 Lexington, Stati Uniti Cemento $50,000 Singolare – Doppio             | Shelby Rogers 6–4, 7–6(3)                             | Julie Coin                                        | Kurumi Nara Julia Glushko                   | Misaki Doi Nicha Lertpitaksinchai Catalina Castaño Chanel Simmonds                  |
| 22 luglio | Fifth Third Bank Tennis Championships 2013 Lexington, Stati Uniti Cemento $50,000 Singolare – Doppio             | Nicha Lertpitaksinchai Peangtarn Plipuech 7–6(5), 6–3 | Julia Glushko Chanel Simmonds                     | Kurumi Nara Julia Glushko                   | Misaki Doi Nicha Lertpitaksinchai Catalina Castaño Chanel Simmonds                  |
| 22 luglio | Winnipeg Challenger 2013 Winnipeg, Canada Cemento $25,000 Singolare - Doppio                                     | Johanna Konta 6–3, 6–1                                | Samantha Murray                                   | Risa Ozaki Nao Hibino                       | Miharu Imanishi Akiko Ōmae Naomi Broady Olivia Rogowska                             |
| 22 luglio | Winnipeg Challenger 2013 Winnipeg, Canada Cemento $25,000 Singolare - Doppio                                     | Heidi El Tabakh Allie Kiick 6–4, 2–6, [10–8]          | Samantha Murray Jade Windley                      | Risa Ozaki Nao Hibino                       | Miharu Imanishi Akiko Ōmae Naomi Broady Olivia Rogowska                             |
| 22 luglio | Open GDF SUEZ des Contamines-Montjoie 2013 Les Contamines-Montjoie, Francia Cemento $25,000 Singolare - Doppio   | Kristína Kučová 7–5, 6(3)–7, 6–3                      | Clothilde de Bernardi                             | Giulia Gatto-Monticone Xenia Knoll          | Dinah Pfizenmaier Arantxa Parra Santonja Carina Witthöft Estelle Cascino            |
| 22 luglio | Open GDF SUEZ des Contamines-Montjoie 2013 Les Contamines-Montjoie, Francia Cemento $25,000 Singolare - Doppio   | Nicole Clerico Nikola Fraňková 3–6, 7–6(5), [10–8]    | Vanesa Furlanetto Amandine Hesse                  | Giulia Gatto-Monticone Xenia Knoll          | Dinah Pfizenmaier Arantxa Parra Santonja Carina Witthöft Estelle Cascino            |
| 22 luglio | AEGON Pro Series Wrexham 2013 Wrexham, Regno Unito Cemento $25,000 Singolare - Doppio                            | Diāna Marcinkēviča 5–7, 7–5, 6–2                      | Jovana Jakšić                                     | Indy de Vroome Ana Bogdan                   | Kateřina Vaňková Irena Pavlović Anett Kontaveit Pemra Özgen                         |
| 22 luglio | AEGON Pro Series Wrexham 2013 Wrexham, Regno Unito Cemento $25,000 Singolare - Doppio                            | Kanae Hisami Mari Tanaka 6–3, 7–6(2)                  | Anna Smith Melanie South                          | Indy de Vroome Ana Bogdan                   | Kateřina Vaňková Irena Pavlović Anett Kontaveit Pemra Özgen                         |
| 22 luglio | Bad Waltersdorf Open 2013 Bad Waltersdorf, Austria Terra rossa $10,000 Singolare - Doppio                        | Adrijana Lekaj 6–2, 6–4                               | Yvonne Neuwirth                                   | Zuzana Luknárová Nikola Vajdová             | Anna Klasen Lisa-Maria Moser Lenka Juríková Chantal Škamlová                        |
| 22 luglio | Bad Waltersdorf Open 2013 Bad Waltersdorf, Austria Terra rossa $10,000 Singolare - Doppio                        | Lenka Kunčíková Karolína Stuchlá 6–4, 7–6(6)          | Adrijana Lekaj Karla Popović                      | Zuzana Luknárová Nikola Vajdová             | Anna Klasen Lisa-Maria Moser Lenka Juríková Chantal Škamlová                        |
| 22 luglio | Maaseik Open 2013 Maaseik, Belgio Terra rossa $10,000 Singolare - Doppio                                         | Manon Arcangioli 6–2, 3–6, 7–5                        | Greetje Minnen                                    | Myrtille Georges Steffi Distelmans          | Bernice van de Velde Katharina Lehnert Marine Partaud Demi Schuurs                  |
| 22 luglio | Maaseik Open 2013 Maaseik, Belgio Terra rossa $10,000 Singolare - Doppio                                         | Demi Schuurs Eva Wacanno 6–2, 4–6, [10–7]             | Bernice van de Velde Kelly Versteeg               | Myrtille Georges Steffi Distelmans          | Bernice van de Velde Katharina Lehnert Marine Partaud Demi Schuurs                  |
| 22 luglio | ITF Women's Circuit São José dos Campos 2013 São José dos Campos, Brasile Terra rossa $10,000 Singolare - Doppio | Montserrat González 6–3, 6–2                          | Laura Pigossi                                     | Patricia Kú Flores Suellen Abel             | Nathaly Kurata Gabriela Cé Daiana Negreanu Eduarda Piai                             |
| 22 luglio | ITF Women's Circuit São José dos Campos 2013 São José dos Campos, Brasile Terra rossa $10,000 Singolare - Doppio | Victoria Bosio Daniela Schippers 7–5, 6–4             | Laura Pigossi Carolina Zeballos                   | Patricia Kú Flores Suellen Abel             | Nathaly Kurata Gabriela Cé Daiana Negreanu Eduarda Piai                             |
| 22 luglio | Jolie Ville Golf Women's 28 2013 Sharm el-Sheikh, Egitto Cemento $10,000 Singolare - Doppio                      | Anna Morgina 6–3, 6–2                                 | Linda Prenkovic                                   | Zuzana Zlochová Susanne Celik               | Dianne Hollands Giulia Bruzzone Alina Micheeva Danielle Konotoptseva                |
| 22 luglio | Jolie Ville Golf Women's 28 2013 Sharm el-Sheikh, Egitto Cemento $10,000 Singolare - Doppio                      | Mayar Sherif Zuzana Zlochová 7–5, 6–3                 | Sowjanya Bavisetti Rishika Sunkara                | Zuzana Zlochová Susanne Celik               | Dianne Hollands Giulia Bruzzone Alina Micheeva Danielle Konotoptseva                |
| 22 luglio | Tampere Open 2013 Tampere, Finlandia Terra rossa $10,000 Singolare – Doppio                                      | Karen Barbat 6–1, 7–6(5)                              | Liubov Vasilyeva                                  | Alena Tarasova Anna Koval                   | Paulina Czarnik Beatrice Cedermark Nina Zander Oleksandra Piskun                    |
| 22 luglio | Tampere Open 2013 Tampere, Finlandia Terra rossa $10,000 Singolare – Doppio                                      | Julia Wachaczyk Nina Zander 6–4, 6–4                  | Emma Laine Piia Suomalainen                       | Alena Tarasova Anna Koval                   | Paulina Czarnik Beatrice Cedermark Nina Zander Oleksandra Piskun                    |
| 22 luglio | BMW AHG Cup 2013 Horb am Neckar, Germania Terra rossa $10,000 Singolare - Doppio                                 | Carolin Daniels 7–5, 6–4                              | Cindy Burger                                      | Petra Krejsová Iva Primorac                 | Dominika Paterová Sofia Kvatsabaia Hilda Melander Olga Sáez Larra                   |
| 22 luglio | BMW AHG Cup 2013 Horb am Neckar, Germania Terra rossa $10,000 Singolare - Doppio                                 | Tatiana Kotelnikova Hilda Melander 6–3, 6–3           | Carolin Daniels Laura Schäder                     | Petra Krejsová Iva Primorac                 | Dominika Paterová Sofia Kvatsabaia Hilda Melander Olga Sáez Larra                   |
| 22 luglio | Olaraga Cup 2013 Rimini, Italia Terra rossa $10,000 Singolare - Doppio                                           | Alice Balducci 6–2, 6–1                               | Sabrina Santamaria                                | Jasmine Paolini Tjaša Šrimpf                | Ani Amiraghyan Claudia Giovine Despina Papamichail Stefania Rubini                  |
| 22 luglio | Olaraga Cup 2013 Rimini, Italia Terra rossa $10,000 Singolare - Doppio                                           | Kaitlyn Christian Sabrina Santamaria 6–2, 6–1         | Giulia Gasparri Lisa Sabino                       | Jasmine Paolini Tjaša Šrimpf                | Ani Amiraghyan Claudia Giovine Despina Papamichail Stefania Rubini                  |
| 22 luglio | Naftna Industrija Srbije Palic Open 2013 Palić, Serbia Terra rossa $10,000 Singolare - Doppio                    | Réka-Luca Jani 6–0, 6–3                               | Milana Špremo                                     | Marina Kachar Barbara Kötelešová            | Cristina Adamescu Vivien Juhászová Borislava Botusharova Tereza Malíková            |
| 22 luglio | Naftna Industrija Srbije Palic Open 2013 Palić, Serbia Terra rossa $10,000 Singolare - Doppio                    | Vivien Juhászová Tereza Malíková 3–6, 6–4, [10–5]     | Katarina Adamović Vladica Babić                   | Marina Kachar Barbara Kötelešová            | Cristina Adamescu Vivien Juhászová Borislava Botusharova Tereza Malíková            |
| 22 luglio | ITF Women's Circuit Istanbul 3 2013 Istanbul, Turchia Cemento $10,000 Singolare - Doppio                         | Melis Sezer 6–2, 6(3)–7, 6–2                          | Başak Eraydın                                     | Anastasia Frolova Agni Stefanou             | Dunja Stamenković Hiroko Kuwata Anita Husarić Ayla Aksu                             |
| 22 luglio | ITF Women's Circuit Istanbul 3 2013 Istanbul, Turchia Cemento $10,000 Singolare - Doppio                         | Dia Evtimova Melis Sezer 7–5, 6–3                     | Khristina Kazimova Vladyslava Zanosiyenko         | Anastasia Frolova Agni Stefanou             | Dunja Stamenković Hiroko Kuwata Anita Husarić Ayla Aksu                             |
| 22 luglio | Austin Hill Country Classic 2013 Austin, Stati Uniti Cemento $10,000 Singolare - Doppio                          | Lauren Albanese 7–5, 5–7, 7–6(4)                      | Ema Burgić                                        | Beatrice Capra Peggy Porter                 | Mia King Ashley Murdock Miyu Katō Alexandra Cercone                                 |
| 22 luglio | Austin Hill Country Classic 2013 Austin, Stati Uniti Cemento $10,000 Singolare - Doppio                          | Ema Burgić Blair Shankle 6–1, 7–6(5)                  | Rachel May Pierson Madison Westby                 | Beatrice Capra Peggy Porter                 | Mia King Ashley Murdock Miyu Katō Alexandra Cercone                                 |
| 29 luglio | Odlum Brown Vancouver Open 2013 Vancouver, Canada Cemento $100,000 Singolare – Doppio                            | Johanna Konta 6–4, 6–2                                | Sharon Fichman                                    | Kurumi Nara Barbora Záhlavová-Strýcová      | Maryna Zanevs'ka Stéphanie Dubois Alla Kudrjavceva Kimiko Date-Krumm                |
| 29 luglio | Odlum Brown Vancouver Open 2013 Vancouver, Canada Cemento $100,000 Singolare – Doppio                            | Sharon Fichman Maryna Zanevs'ka 6–2, 6–2              | Jacqueline Cako Natalie Pluskota                  | Kurumi Nara Barbora Záhlavová-Strýcová      | Maryna Zanevs'ka Stéphanie Dubois Alla Kudrjavceva Kimiko Date-Krumm                |
| 29 luglio | Viccourt Cup 2013 Donec'k, Ucraina Cemento $75,000 Singolare – Doppio                                            | Elina Svitolina 3–6, 6–2, 7–6(9)                      | Tímea Babos                                       | Dinah Pfizenmaier Maria João Koehler        | Kateryna Kozlova Ekaterina Byčkova Aleksandra Krunić Valentina Ivachnenko           |
| 29 luglio | Viccourt Cup 2013 Donec'k, Ucraina Cemento $75,000 Singolare – Doppio                                            | Julija Bejhel'zymer Renata Voráčová 6–1, 6–4          | Vesna Dolonc Aleksandra Panova                    | Dinah Pfizenmaier Maria João Koehler        | Kateryna Kozlova Ekaterina Byčkova Aleksandra Krunić Valentina Ivachnenko           |
| 29 luglio | Knoll Open 2013 Bad Saulgau, Germania Terra rossa $25,000 Singolare - Doppio                                     | Réka-Luca Jani 7–6(4), 6–3                            | Patricia Mayr-Achleitner                          | Carina Witthöft Yvonne Neuwirth             | Denisa Allertová Richèl Hogenkamp Kateřina Siniaková Barbora Krejčíková             |
| 29 luglio | Knoll Open 2013 Bad Saulgau, Germania Terra rossa $25,000 Singolare - Doppio                                     | Laura-Ioana Andrei Elena Bogdan 6(11)–7, 6–4, [10–8]  | Barbora Krejčíková Kateřina Siniaková             | Carina Witthöft Yvonne Neuwirth             | Denisa Allertová Richèl Hogenkamp Kateřina Siniaková Barbora Krejčíková             |
| 29 luglio | Internazionali Città di Rovereto 2013 Rovereto, Italia Terra rossa $15,000 Singolare - Doppio                    | Martina Caregaro 7–6(6), 6–3                          | Sofija Kovalec                                    | Despina Papamichail Natalija Kostić         | Alix Collombon Amandine Hesse Ani Amiraghyan Stefania Rubini                        |
| 29 luglio | Internazionali Città di Rovereto 2013 Rovereto, Italia Terra rossa $15,000 Singolare - Doppio                    | Martina Caregaro Anna Floris 3–6, 6–4, [10–6]         | Ol'ga Jančuk Chantal Škamlová                     | Despina Papamichail Natalija Kostić         | Alix Collombon Amandine Hesse Ani Amiraghyan Stefania Rubini                        |
| 29 luglio | Copa Club Aleman 2013 La Paz, Bolivia Terra rossa $10,000 Singolare - Doppio                                     | Cecilia Costa Melgar 4–6, 6–1, 6–1                    | Macarena Olivares López                           | Regina Clark Sofia Luini                    | Guadalupe Moreno Anastasia Nefedova Ivania Martinich Stephanie Mariel Petit         |
| 29 luglio | Copa Club Aleman 2013 La Paz, Bolivia Terra rossa $10,000 Singolare - Doppio                                     | Guadalupe Moreno Franciasca Rescaldani 6–2, 6–2       | Sara Giménez Stephanie Mariel Petit               | Regina Clark Sofia Luini                    | Guadalupe Moreno Anastasia Nefedova Ivania Martinich Stephanie Mariel Petit         |
| 29 luglio | São Paulo Challenger de Tênis 2013 San Paolo, Brasile Terra rossa $10,000 Singolare – Doppio                     | Bianca Botto 7–6(2), 5–7, 6–2                         | Gabriela Cé                                       | Victoria Bosio Nathalia Rossi               | Gabriela Ferreira Sanabria Guadalupe Pérez Rojas Ana Clara Duarte Carolina Zeballos |
| 29 luglio | São Paulo Challenger de Tênis 2013 San Paolo, Brasile Terra rossa $10,000 Singolare – Doppio                     | Laura Pigossi Carolina Zeballos 6–3, 6–4              | Nathalia Rossi Luisa Stefani                      | Victoria Bosio Nathalia Rossi               | Gabriela Ferreira Sanabria Guadalupe Pérez Rojas Ana Clara Duarte Carolina Zeballos |
| 29 luglio | Jolie Ville Golf Women's 29 2013 Sharm el-Sheikh, Egitto Cemento $10,000 Singolare - Doppio                      | Nicolette van Uitert 6–4, 5–7, 6–2                    | Linda Prenkovic                                   | Giulia Bruzzone Ljudmila Vasil'eva          | Pauline Payet Anastasija Charčenko Dianne Hollands Mayar Sherif                     |
| 29 luglio | Jolie Ville Golf Women's 29 2013 Sharm el-Sheikh, Egitto Cemento $10,000 Singolare - Doppio                      | Dianne Hollands Anastasija Charčenko 3–6, 6–4, [10–8] | Kim Kilsdonk Nicolette van Uitert                 | Giulia Bruzzone Ljudmila Vasil'eva          | Pauline Payet Anastasija Charčenko Dianne Hollands Mayar Sherif                     |
| 29 luglio | Savitaipale Ladies Open 2013 Savitaipale, Finlandia Terra rossa $10,000 Singolare - Doppio                       | Karen Barbat 7–5, 6–3                                 | Antonina Lysakova                                 | Beatrice Cedermark Anastasiya Komardina     | Dar'ja Mironova Naomi Totka Julija Valetova Emma Flood                              |
| 29 luglio | Savitaipale Ladies Open 2013 Savitaipale, Finlandia Terra rossa $10,000 Singolare - Doppio                       | Emma Laine Piia Suomalainen 6–4, 6–4                  | Anastasiya Komardina Akvilė Paražinskaitė         | Beatrice Cedermark Anastasiya Komardina     | Dar'ja Mironova Naomi Totka Julija Valetova Emma Flood                              |
| 29 luglio | Astana Womens 2013 Astana, Kazakistan Cemento $10,000 Singolare - Doppio                                         | Ksenia Kirillova 6–4, 4–6, 6–1                        | Asiya Dair                                        | Yelena Nemchen Jana Sizikova                | Yumi Nakano Vlada Ėkšibarova Evgenija Paškova Alexandra Grinchishina                |
| 29 luglio | Astana Womens 2013 Astana, Kazakistan Cemento $10,000 Singolare - Doppio                                         | Vera Bessonova Evgenija Paškova 3–6, 6–1, [12–10]     | Maya Gaverova Yelena Nemchen                      | Yelena Nemchen Jana Sizikova                | Yumi Nakano Vlada Ėkšibarova Evgenija Paškova Alexandra Grinchishina                |
| 29 luglio | GD Tennis Cup 2 2013 Smirne, Turchia Cemento $10,000 Singolare - Doppio                                          | Anett Kontaveit 3–6, 7–6(4), 6–0                      | Başak Eraydın                                     | Dia Evtimova Erika Takao                    | Polina Lejkina Lee Ya-hsuan Anastasia Frolova Hülya Esen                            |
| 29 luglio | GD Tennis Cup 2 2013 Smirne, Turchia Cemento $10,000 Singolare - Doppio                                          | Anett Kontaveit Polina Lejkina 6–4, 7–5               | Hülya Esen Lütfiye Esen                           | Dia Evtimova Erika Takao                    | Polina Lejkina Lee Ya-hsuan Anastasia Frolova Hülya Esen                            |
| 29 luglio | AEGON Pro Series Nottingham 2013 Nottingham, Regno Unito Cemento $10,000 Singolare - Doppio                      | Miyabi Inoue 7–6(5), 6–2                              | Yuka Higuchi                                      | Lucy Brown Kanae Hisami                     | Pippa Horn Amy Bowtell Melanie South Océane Adam                                    |
| 29 luglio | AEGON Pro Series Nottingham 2013 Nottingham, Regno Unito Cemento $10,000 Singolare - Doppio                      | Anna Smith Melanie South 6–4, 6–2                     | Daneika Borthwick Anna Fitzpatrick                | Lucy Brown Kanae Hisami                     | Pippa Horn Amy Bowtell Melanie South Océane Adam                                    |
| 29 luglio | Pro Tennis Classic Fort Worth 2013 Fort Worth, Stati Uniti Cemento $10,000 Singolare - Doppio                    | Lauren Embree 3–6, 6–1, 3–1, rit.                     | Miyu Katō                                         | Catherine Harrison Lauren Herring           | Veronica Corning Danielle Mills Nadia Echeverria Alam Ema Burgić                    |
| 29 luglio | Pro Tennis Classic Fort Worth 2013 Fort Worth, Stati Uniti Cemento $10,000 Singolare - Doppio                    | Roxanne Ellison Sierra Ellison 6–3, 6–4               | Lauren Herring Mia King                           | Catherine Harrison Lauren Herring           | Veronica Corning Danielle Mills Nadia Echeverria Alam Ema Burgić                    |

## Agosto
| Settimana | Torneo | Vincitrici                                               | Finaliste                                            | Semifinaliste                              | Eliminate ai quarti                                                                  |
| --------- | --- | -------------------------------------------------------- | ---------------------------------------------------- | ------------------------------------------ | ------------------------------------------------------------------------------------ |
| 5 agosto  | Flanders Ladies Trophy Koksijde 2013 Koksijde, Belgio Terra rossa $25,000 Singolare - Doppio                   | Richèl Hogenkamp 6–4, 6–1                                | Irena Pavlović                                       | Lesley Kerkhove Cindy Burger               | Tereza Smitková Sofija Kovalec Beatriz García Vidagany Ankita Raina                  |
| 5 agosto  | Flanders Ladies Trophy Koksijde 2013 Koksijde, Belgio Terra rossa $25,000 Singolare - Doppio                   | Magali Kempen Nicky Van Dyck 6–3, 7–6(3)                 | Marie Benoît Kimberley Zimmermann                    | Lesley Kerkhove Cindy Burger               | Tereza Smitková Sofija Kovalec Beatriz García Vidagany Ankita Raina                  |
| 5 agosto  | Hechingen Ladies Open 2013 Hechingen, Germania Terra rossa $25,000 Singolare - Doppio                          | Carina Witthöft 6–1, 6–4                                 | Laura Thorpe                                         | Katarzyna Kawa Anne Schäfer                | Anastasia Grymalska Alberta Brianti Maša Zec Peškirič Giulia Gatto-Monticone         |
| 5 agosto  | Hechingen Ladies Open 2013 Hechingen, Germania Terra rossa $25,000 Singolare - Doppio                          | Barbora Krejčíková Kateřina Siniaková 6–1, 6–4           | Laura-Ioana Andrei Laura Thorpe                      | Katarzyna Kawa Anne Schäfer                | Anastasia Grymalska Alberta Brianti Maša Zec Peškirič Giulia Gatto-Monticone         |
| 5 agosto  | Summer Cup 2013 Mosca, Russia Terra rossa $25,000 Singolare - Doppio                                           | Anastasіja Vasyl'jeva 6–2, 6–3                           | Dar'ja Mironova                                      | Mayya Katsitadze Polina Vinogradova        | Marina Mel'nikova Tamara Čurović Valentina Ivachnenko Margarita Gasparjan            |
| 5 agosto  | Summer Cup 2013 Mosca, Russia Terra rossa $25,000 Singolare - Doppio                                           | Alona Fomina Anna Škudun 6–2, 7–5                        | Albina Khabibulina Anastasіja Vasyl'jeva             | Mayya Katsitadze Polina Vinogradova        | Marina Mel'nikova Tamara Čurović Valentina Ivachnenko Margarita Gasparjan            |
| 5 agosto  | ITF Women's Circuit Izmir 2013 Smirne, Turchia Cemento $25,000 Singolare - Doppio                              | Ana Vrljić 6–1, 6–3                                      | Katarzyna Piter                                      | Danka Kovinić Chiaki Okadaue               | Dinah Pfizenmaier Andreea Mitu Polina Lejkina Çağla Büyükakçay                       |
| 5 agosto  | ITF Women's Circuit Izmir 2013 Smirne, Turchia Cemento $25,000 Singolare - Doppio                              | Aleksandra Krunić Katarzyna Piter 6–2, 6–2               | Kristi Boxx Abigail Guthrie                          | Danka Kovinić Chiaki Okadaue               | Dinah Pfizenmaier Andreea Mitu Polina Lejkina Çağla Büyükakçay                       |
| 5 agosto  | Koser Jewelers Pro Circuit Tennis Challenge 2 2013 Landisville, Stati Uniti Cemento $25,000 Singolare - Doppio | Madison Brengle 6–2, 6–0                                 | Olivia Rogowska                                      | Jennifer Elie Robin Anderson               | Shūko Aoyama Ajla Tomljanović Johanna Konta Tara Moore                               |
| 5 agosto  | Koser Jewelers Pro Circuit Tennis Challenge 2 2013 Landisville, Stati Uniti Cemento $25,000 Singolare - Doppio | Monique Adamczak Olivia Rogowska 6–2, 6–3                | Chanel Simmonds Emily Webley-Smith                   | Jennifer Elie Robin Anderson               | Shūko Aoyama Ajla Tomljanović Johanna Konta Tara Moore                               |
| 5 agosto  | ITF Ladies Future Vienna 2013 Vienna, Austria Terra rossa $10,000 Singolare - Doppio                           | Petra Uberalová 4–6, 6–2, 6–2                            | Kateřina Kramperová                                  | Isabella Šinikova Michaela Pochabová       | Chantal Škamlová Rebecca Šramková Nikola Vajdová Janina Toljan                       |
| 5 agosto  | ITF Ladies Future Vienna 2013 Vienna, Austria Terra rossa $10,000 Singolare - Doppio                           | Michaela Pochabová Rebecca Šramková 7–5, 6–2             | Hiroko Kuwata Hirono Watanabe                        | Isabella Šinikova Michaela Pochabová       | Chantal Škamlová Rebecca Šramková Nikola Vajdová Janina Toljan                       |
| 5 agosto  | Copa Amboro 2013 Santa Cruz de la Sierra, Bolivia Terra rossa $10,000 Singolare - Doppio                       | Guadalupe Moreno 6–0, 0–6, 6–2                           | Guadalupe Pérez Rojas                                | Cecilia Costa Melgar Ivania Martinich      | Andrea Koch Benvenuto Camila Giangreco Campiz Macarena Olivares López Nathalia Rossi |
| 5 agosto  | Copa Amboro 2013 Santa Cruz de la Sierra, Bolivia Terra rossa $10,000 Singolare - Doppio                       | María Fernanda Álvarez Terán Daniela Ruiz 7–5, 6–3       | Cecilia Costa Melgar Camila Giangreco Campiz         | Cecilia Costa Melgar Ivania Martinich      | Andrea Koch Benvenuto Camila Giangreco Campiz Macarena Olivares López Nathalia Rossi |
| 5 agosto  | Jolie Ville Golf Women's 30 2013 Sharm el-Sheikh, Egitto Cemento $10,000 Singolare - Doppio                    | Sowjanya Bavisetti 6–1, 7–6(1)                           | Anastasija Charčenko                                 | Alessia Camplone Rishika Sunkara           | Sara Ottomano Linda Prenkovic Gai Ao Dianne Hollands                                 |
| 5 agosto  | Jolie Ville Golf Women's 30 2013 Sharm el-Sheikh, Egitto Cemento $10,000 Singolare - Doppio                    | Kim Kilsdonk Nicolette van Uitert 6–1, 6–0               | Gai Ao Ekaterina Lavrikova                           | Alessia Camplone Rishika Sunkara           | Sara Ottomano Linda Prenkovic Gai Ao Dianne Hollands                                 |
| 5 agosto  | Astana Womens 2 2013 Astana, Kazakistan Cemento $10,000 Singolare - Doppio                                     | Evgenija Paškova 6–1, 6–1                                | Asiya Dair                                           | Yumi Nakano Maya Gaverova                  | Alexandra Grinchishina Dariya Berezhinaya Yoshimi Kawasaki Ekaterina Klyueva         |
| 5 agosto  | Astana Womens 2 2013 Astana, Kazakistan Cemento $10,000 Singolare - Doppio                                     | Vera Bessonova Evgenija Paškova 6–4, 3–6, [10–7]         | Yoshimi Kawasaki Yumi Nakano                         | Yumi Nakano Maya Gaverova                  | Alexandra Grinchishina Dariya Berezhinaya Yoshimi Kawasaki Ekaterina Klyueva         |
| 5 agosto  | Trofeul Ilie Nastase 2013 Arad, Romania Terra rossa $10,000 Singolare - Doppio                                 | Anastasiya Komardina 6–3, 6–2                            | Lina Ǵorčeska                                        | Ema Mikulčić Ioana Loredana Roșca          | Patricia Lancranjan Nicoleta-Cătălina Dascălu Lilla Barzó Stefana Andrei             |
| 5 agosto  | Trofeul Ilie Nastase 2013 Arad, Romania Terra rossa $10,000 Singolare - Doppio                                 | Irina Maria Bara Diana Buzean 6–4, 6–3                   | Cristina Adamescu Ana Bianca Mihaila                 | Ema Mikulčić Ioana Loredana Roșca          | Patricia Lancranjan Nicoleta-Cătălina Dascălu Lilla Barzó Stefana Andrei             |
| 5 agosto  | Pirot Open 2013 Pirot, Serbia Terra rossa $10,000 Singolare - Doppio                                           | Valentini Grammatikopoulou 6–1, 6–4                      | Eva Wacanno                                          | Katarina Adamović Vladica Babić            | Pia Čuk Borislava Botusharova Milana Špremo Marina Kachar                            |
| 5 agosto  | Pirot Open 2013 Pirot, Serbia Terra rossa $10,000 Singolare - Doppio                                           | Katarina Adamović Vladica Babić 6–0, 6–3                 | Borislava Botusharova Ani Vangelova                  | Katarina Adamović Vladica Babić            | Pia Čuk Borislava Botusharova Milana Špremo Marina Kachar                            |
| 12 agosto | Trofeul Popeci 2013 Craiova, Romania Terra rossa $50,000+H Singolare - Doppio                                  | Kristína Kučová 7–5, 3–6, 6–4                            | Alberta Brianti                                      | Ana Konjuh Patricia Mayr-Achleitner        | Estrella Cabeza Candela Beatriz García Vidagany Constance Sibille Katarzyna Kawa     |
| 12 agosto | Trofeul Popeci 2013 Craiova, Romania Terra rossa $50,000+H Singolare - Doppio                                  | Alice Balducci Katarzyna Kawa 3–6, 7–6(3), [10–8]        | Diana Buzean Christina Shakovets                     | Ana Konjuh Patricia Mayr-Achleitner        | Estrella Cabeza Candela Beatriz García Vidagany Constance Sibille Katarzyna Kawa     |
| 12 agosto | Kazan Summer Cup 2013 Kazan', Russia Cemento $50,000 Singolare - Doppio                                        | Ljudmyla Kičenok 6–2, 2–6, 6–2                           | Valentina Ivachnenko                                 | Anastasіja Vasyl'jeva Veronika Kudermetova | Evgenija Rodina Veronika Kapšaj Marina Mel'nikova Anna Danilina                      |
| 12 agosto | Kazan Summer Cup 2013 Kazan', Russia Cemento $50,000 Singolare - Doppio                                        | Veronika Kudermetova Evgenija Rodina 5–7, 6–0, [10–8]    | Alexandra Artamonova Martina Borecká                 | Anastasіja Vasyl'jeva Veronika Kudermetova | Evgenija Rodina Veronika Kapšaj Marina Mel'nikova Anna Danilina                      |
| 12 agosto | Westend Ladies Tennis Cup 2013 Westende, Belgio Cemento $25,000 Singolare - Doppio                             | Kateřina Siniaková 6–1, 6–3                              | Kateřina Vaňková                                     | Giulia Gatto-Monticone Denisa Allertová    | Anna-Lena Friedsam Ankita Raina Ysaline Bonaventure Bernarda Pera                    |
| 12 agosto | Westend Ladies Tennis Cup 2013 Westende, Belgio Cemento $25,000 Singolare - Doppio                             | Tatiana Búa Daniela Seguel 6–3, 5–7, [11–9]              | Antonia Lottner Diāna Marcinkēviča                   | Giulia Gatto-Monticone Denisa Allertová    | Anna-Lena Friedsam Ankita Raina Ysaline Bonaventure Bernarda Pera                    |
| 12 agosto | Innsbruck Open 2013 Innsbruck, Austria Terra rossa $10,000 Singolare - Doppio                                  | Hilda Melander 6–2, 6–3                                  | Tena Lukas                                           | Vivian Heisen Francesca Fusinato           | Kateřina Kramperová Petra Uberalová Iva Primorac Anita Husarić                       |
| 12 agosto | Innsbruck Open 2013 Innsbruck, Austria Terra rossa $10,000 Singolare - Doppio                                  | Lucy Brown Hilda Melander 3–6, 6–3, [10–7]               | Nastja Kolar Polona Reberšak                         | Vivian Heisen Francesca Fusinato           | Kateřina Kramperová Petra Uberalová Iva Primorac Anita Husarić                       |
| 12 agosto | Brcko Ladies Open 2013 Brčko, Bosnia Erzegovina Terra rossa $10,000 Singolare - Doppio                         | Milana Špremo 1–6, 7–5, 6–3                              | Martina Kubičíková                                   | Katarina Jokić Aleksandra Karamanoleva     | Lina Ǵorčeska Dunja Šunkić Natália Vajdová Tjaša Šrimpf                              |
| 12 agosto | Brcko Ladies Open 2013 Brčko, Bosnia Erzegovina Terra rossa $10,000 Singolare - Doppio                         | Lina Ǵorčeska Dalia Zafirova 7–5, 6–1                    | Katarina Jokić Nikolina Jović                        | Katarina Jokić Aleksandra Karamanoleva     | Lina Ǵorčeska Dunja Šunkić Natália Vajdová Tjaša Šrimpf                              |
| 12 agosto | Jolie Ville Golf Women's 31 2013 Sharm el-Sheikh, Egitto Cemento $10,000 Singolare - Doppio                    | Clothilde de Bernardi 6–0, 6–1                           | Anastasija Charčenko                                 | Pauline Payet Elke Lemmens                 | Yuriko Miyazaki Michelle Werbrouck Alessia Camplone Ksenia Dmitrieva                 |
| 12 agosto | Jolie Ville Golf Women's 31 2013 Sharm el-Sheikh, Egitto Cemento $10,000 Singolare - Doppio                    | Elke Lemmens Linda Prenkovic 6–0, 7–6(8)                 | Susanne Celik Sanae Ohta                             | Pauline Payet Elke Lemmens                 | Yuriko Miyazaki Michelle Werbrouck Alessia Camplone Ksenia Dmitrieva                 |
| 12 agosto | WSH Open 2013 Ratingen, Germania Terra rossa $10,000 Singolare - Doppio                                        | Julia Wachaczyk 6–3, 4–6, 6–4                            | Tamara Korpatsch                                     | Franziska König Yuuki Tanaka               | Bianca Koch Lucía Cervera Vázquez Carolin Daniels Tayisiya Morderger                 |
| 12 agosto | WSH Open 2013 Ratingen, Germania Terra rossa $10,000 Singolare - Doppio                                        | Carolin Daniels Anna Klasen 7–5, 6–2                     | Bernice van de Velde Karolina Wlodarczak             | Franziska König Yuuki Tanaka               | Bianca Koch Lucía Cervera Vázquez Carolin Daniels Tayisiya Morderger                 |
| 12 agosto | Torneo Città di Locri 2013 Locri, Italia Terra rossa $10,000 Singolare - Doppio                                | Jasmine Paolini 6–1, 7–5                                 | Jade Suvrijn                                         | Federica di Sarra Kelly Versteeg           | Claudia Giovine Giorgia Pinto Alice Matteucci Despina Papamichail                    |
| 12 agosto | Torneo Città di Locri 2013 Locri, Italia Terra rossa $10,000 Singolare - Doppio                                | Federica di Sarra Despina Papamichail 6–3, 3–6, [10–4]   | Alice Matteucci Camila Rosatello                     | Federica di Sarra Kelly Versteeg           | Claudia Giovine Giorgia Pinto Alice Matteucci Despina Papamichail                    |
| 12 agosto | Uşak Open 2013 Uşak, Turchia Cemento $10,000 Singolare - Doppio                                                | Hiroko Kuwata 7–6(3), 6–2                                | Michaela Frlicka                                     | Alexandra Grinchishina Yumi Miyazaki       | Anastasija Šestakova Sofiko Kadzhaya Ekaterina Klyueva Nives Baric                   |
| 12 agosto | Uşak Open 2013 Uşak, Turchia Cemento $10,000 Singolare - Doppio                                                | Nicole Collie Leah Daw 6–3, 6–4                          | Michaela Frlicka Stanislava Hrozenská                | Alexandra Grinchishina Yumi Miyazaki       | Anastasija Šestakova Sofiko Kadzhaya Ekaterina Klyueva Nives Baric                   |
| 19 agosto | Kivenappa Ladies Cup 2013 San Pietroburgo, Russia Terra rossa $25,000 Singolare - Doppio                       | Polina Vinogradova 6–4, 7–6(2)                           | Sofia Shapatava                                      | Sofija Kovalec Dar'ja Mironova             | Hanna Poznichirenko Marina Mel'nikova Laura Pigossi Valentina Ivachnenko             |
| 19 agosto | Kivenappa Ladies Cup 2013 San Pietroburgo, Russia Terra rossa $25,000 Singolare - Doppio                       | Viktorija Kan Hanna Poznichirenko 6–2, 6–0               | Justyna Jegiołka Noppawan Lertcheewakarn             | Sofija Kovalec Dar'ja Mironova             | Hanna Poznichirenko Marina Mel'nikova Laura Pigossi Valentina Ivachnenko             |
| 19 agosto | Braunschweig Women's Open 2013 Braunschweig, Germania Terra rossa $15,000 Singolare - Doppio                   | Kristina Barrois 4–6, 6–2, 6–3                           | Myrtille Georges                                     | Sina Haas Gaia Sanesi                      | Aliona Bolsova Zadoinov Inés Ferrer Suárez Tereza Malíková Lisanne van Riet          |
| 19 agosto | Braunschweig Women's Open 2013 Braunschweig, Germania Terra rossa $15,000 Singolare - Doppio                   | Clothilde de Bernardi Isabella Šinikova 3–6, 6–1, [10–8] | Tereza Malíková Tereza Smitková                      | Sina Haas Gaia Sanesi                      | Aliona Bolsova Zadoinov Inés Ferrer Suárez Tereza Malíková Lisanne van Riet          |
| 19 agosto | ITF Femenil San Luis Potosí 2013 San Luis Potosí, Messico Cemento $15,000 Singolare - Doppio                   | Jelena Pandžić 6–4, 6–4                                  | Ana Sofía Sánchez                                    | Jennifer Elie Marcela Zacarías             | Yolande Leacock Karina Kristina Vyrlan Casey Robinson Carolina Betancourt            |
| 19 agosto | ITF Femenil San Luis Potosí 2013 San Luis Potosí, Messico Cemento $15,000 Singolare - Doppio                   | Carolina Betancourt Camila Fuentes 6–2, 6–3              | Ana Sofía Sánchez Marcela Zacarías                   | Jennifer Elie Marcela Zacarías             | Yolande Leacock Karina Kristina Vyrlan Casey Robinson Carolina Betancourt            |
| 19 agosto | KELAG Ladies Open 2013 Pörtschach am Wörthersee, Austria Terra rossa $10,000 Singolare - Doppio                | Gioia Barbieri 6–2, 6–3                                  | Nastja Kolar                                         | Diana Šumová Polona Reberšak               | Giulia Sussarello Pia König Yvonne Neuwirth Tena Lukas                               |
| 19 agosto | KELAG Ladies Open 2013 Pörtschach am Wörthersee, Austria Terra rossa $10,000 Singolare - Doppio                | Nastja Kolar Polona Reberšak 6–0, 2–6, [10–4]            | Gioia Barbieri Giulia Sussarello                     | Diana Šumová Polona Reberšak               | Giulia Sussarello Pia König Yvonne Neuwirth Tena Lukas                               |
| 19 agosto | Servimat Open 2013 Wanfercée-Baulet, Belgio Terra rossa $10,000 Singolare - Doppio                             | Deniz Khazaniuk 6–3, 7–6(6)                              | Oleksandra Korashvili                                | Daniela Seguel Tatiana Búa                 | Kimberley Zimmermann Amandine Hesse Manon Arcangioli Marie Benoît                    |
| 19 agosto | Servimat Open 2013 Wanfercée-Baulet, Belgio Terra rossa $10,000 Singolare - Doppio                             | Tatiana Búa Daniela Seguel 6–4, 6–2                      | Amandine Hesse Deniz Khazaniuk                       | Daniela Seguel Tatiana Búa                 | Kimberley Zimmermann Amandine Hesse Manon Arcangioli Marie Benoît                    |
| 19 agosto | Neride Prague Open 2013 Praga, Repubblica Ceca Terra rossa $10,000 Singolare - Doppio                          | Réka-Luca Jani 7–5, 6–1                                  | Zuzana Zálabská                                      | Sandra Záhlavová Kateřina Kramperová       | Pernilla Mendesová Lenka Juríková Eva Rutarová Sandra Hönigová                       |
| 19 agosto | Neride Prague Open 2013 Praga, Repubblica Ceca Terra rossa $10,000 Singolare - Doppio                          | Lenka Kunčíková Karolína Stuchlá 6–3, 7–5                | Kristýna Hrabalová Marie Mayerová                    | Sandra Záhlavová Kateřina Kramperová       | Pernilla Mendesová Lenka Juríková Eva Rutarová Sandra Hönigová                       |
| 19 agosto | Jolie Ville Golf Women's 32 2013 Sharm el-Sheikh, Egitto Cemento $10,000 Singolare - Doppio                    | Anna Morgina 6–3, 1–6, 7–6(2)                            | Susanne Celik                                        | Alina Micheeva Anastasija Charčenko        | Valeria Prosperi Julija Valetova Gai Ao Linda Prenkovic                              |
| 19 agosto | Jolie Ville Golf Women's 32 2013 Sharm el-Sheikh, Egitto Cemento $10,000 Singolare - Doppio                    | Nikola Horáková Julija Valetova 3–6, 7–6(2), [11–9]      | Magy Aziz Gai Ao                                     | Alina Micheeva Anastasija Charčenko        | Valeria Prosperi Julija Valetova Gai Ao Linda Prenkovic                              |
| 19 agosto | ITF Women's Circuit New Delhi 3 2013 Nuova Delhi, India Cemento $10,000 Singolare - Doppio                     | Katherine Ip 6–3, 6–3                                    | Shweta Rana                                          | Prarthana Thombare Rishika Sunkara         | Keren Shlomo Rushmi Chakravarthi Bhuvana Kalva Julia Moriarty                        |
| 19 agosto | ITF Women's Circuit New Delhi 3 2013 Nuova Delhi, India Cemento $10,000 Singolare - Doppio                     | Akari Inoue Prarthana Thombare 6–1, 6–4                  | Matilda Hamlin Shweta Rana                           | Prarthana Thombare Rishika Sunkara         | Keren Shlomo Rushmi Chakravarthi Bhuvana Kalva Julia Moriarty                        |
| 19 agosto | Twents Open 2013 Enschede, Paesi Bassi Terra rossa $10,000 Singolare - Doppio                                  | Tayisiya Morderger 6–4, 6(3)–7, 6–2                      | Nina Zander                                          | Valeria Podda Lisa Matviyenko              | Bernarda Pera Sviatlana Pirazhenka Eva Wacanno Bianca Koch                           |
| 19 agosto | Twents Open 2013 Enschede, Paesi Bassi Terra rossa $10,000 Singolare - Doppio                                  | Bernarda Pera Sviatlana Pirazhenka 6–2, 6–1              | Anna Katalina Alzate Esmurzaeva Rosalie van der Hoek | Valeria Podda Lisa Matviyenko              | Bernarda Pera Sviatlana Pirazhenka Eva Wacanno Bianca Koch                           |
| 19 agosto | ITF Women's Circuit Bucharest 2 2013 Bucarest, Romania Terra rossa $10,000 Singolare - Doppio                  | Cindy Burger 6–2, 6–3                                    | Cristina Adamescu                                    | Patricia Maria Țig Laura-Ioana Andrei      | Dia Evtimova Raluca Elena Platon Irina Maria Bara Arabela Fernández Rabener          |
| 19 agosto | ITF Women's Circuit Bucharest 2 2013 Bucarest, Romania Terra rossa $10,000 Singolare - Doppio                  | Irina Maria Bara Ioana Loredana Roșca 6–4, 6–4           | Raluca Elena Platon Patricia Maria Țig               | Patricia Maria Țig Laura-Ioana Andrei      | Dia Evtimova Raluca Elena Platon Irina Maria Bara Arabela Fernández Rabener          |
| 19 agosto | ITF Women's Circuit Izmir 2 2013 Smirne, Turchia Cemento $10,000 Singolare - Doppio                            | İpek Soylu 7–5, 6–3                                      | Gabriela van de Graaf                                | Szabina Szlavikovics Marianna Zakarljuk    | Kanami Tsuji Natal'ja Vichljanceva Nives Baric Agni Stefanou                         |
| 19 agosto | ITF Women's Circuit Izmir 2 2013 Smirne, Turchia Cemento $10,000 Singolare - Doppio                            | Khristina Kazimova Christina Shakovets 6–4, 6–1          | İpek Soylu Julija Stamatova                          | Szabina Szlavikovics Marianna Zakarljuk    | Kanami Tsuji Natal'ja Vichljanceva Nives Baric Agni Stefanou                         |
| 26 agosto | Tatarstan Open 2013 Kazan', Russia Cemento $50,000+H Singolare - Doppio                                        | Anna-Lena Friedsam 6–2, 6–3                              | Marta Sirotkina                                      | Nadežda Kičenok Kateryna Kozlova           | Tereza Martincová Noppawan Lertcheewakarn Ljudmyla Kičenok Kateřina Vaňková          |
| 26 agosto | Tatarstan Open 2013 Kazan', Russia Cemento $50,000+H Singolare - Doppio                                        | Valentina Ivachnenko Kateryna Kozlova 6–4, 6–1           | Başak Eraydın Veronika Kapšaj                        | Nadežda Kičenok Kateryna Kozlova           | Tereza Martincová Noppawan Lertcheewakarn Ljudmyla Kičenok Kateřina Vaňková          |
| 26 agosto | Open International Féminin de Wallonie de Tennis 2013 Fleurus, Belgio Terra rossa $25,000 Singolare - Doppio   | Arantxa Rus 6–3, 6–2                                     | Diāna Marcinkēviča                                   | Kristína Kučová Elica Kostova              | Lesley Kerkhove Daniela Seguel Giulia Gatto-Monticone Myrtille Georges               |
| 26 agosto | Open International Féminin de Wallonie de Tennis 2013 Fleurus, Belgio Terra rossa $25,000 Singolare - Doppio   | Irina Chromačëva Diāna Marcinkēviča 6–4, 6–3             | Gabriela Cé Daniela Seguel                           | Kristína Kučová Elica Kostova              | Lesley Kerkhove Daniela Seguel Giulia Gatto-Monticone Myrtille Georges               |
| 26 agosto | Sekisho Challenge Open 2013 Tsukuba, Giappone Cemento $25,000 Singolare - Doppio                               | Nao Hibino 6–4, 7–6(2)                                   | Erika Sema                                           | Miyu Katō Doroteja Erić                    | Riko Sawayanagi Yang Zi Zhao Di Han Na-lae                                           |
| 26 agosto | Sekisho Challenge Open 2013 Tsukuba, Giappone Cemento $25,000 Singolare - Doppio                               | Chan Chin-wei Hsu Wen-hsin 6–2, 6–1                      | Lee Ya-hsuan Yumi Miyazaki                           | Miyu Katō Doroteja Erić                    | Riko Sawayanagi Yang Zi Zhao Di Han Na-lae                                           |
| 26 agosto | Mamaia Idu Trophy 2013 Mamaia, Romania Terra rossa $25,000 Singolare - Doppio                                  | Cristina Dinu 6(5)–7, 7–5, 6–0                           | Cindy Burger                                         | Melanie Klaffner Indy de Vroome            | Ana Bogdan Nicole Rottmann Inés Ferrer Suárez Clothilde de Bernardi                  |
| 26 agosto | Mamaia Idu Trophy 2013 Mamaia, Romania Terra rossa $25,000 Singolare - Doppio                                  | Kamila Kerimbajeva Christina Shakovets 6–3, 7–5          | Diana Buzean Inés Ferrer Suárez                      | Melanie Klaffner Indy de Vroome            | Ana Bogdan Nicole Rottmann Inés Ferrer Suárez Clothilde de Bernardi                  |
| 26 agosto | Jolie Ville Golf Women's 33 2013 Sharm el-Sheikh, Egitto Cemento $10,000 Singolare - Doppio                    | Fatma Al-Nabhani 7–5, 6–3                                | Jana Sizikova                                        | Anna Morgina Alina Micheeva                | Dianne Hollands Julija Valetova Anastasija Charčenko Gai Ao                          |
| 26 agosto | Jolie Ville Golf Women's 33 2013 Sharm el-Sheikh, Egitto Cemento $10,000 Singolare - Doppio                    | Anna Morgina Jana Sizikova 6–2, 6–4                      | Nikola Horáková Julija Valetova                      | Anna Morgina Alina Micheeva                | Dianne Hollands Julija Valetova Anastasija Charčenko Gai Ao                          |
| 26 agosto | ITF Women's Circuit New Delhi 4 2013 Nuova Delhi, India Cemento $10,000 Singolare - Doppio                     | Bhuvana Kalva 6–4, 7–5                                   | Akari Inoue                                          | Ankita Raina Matilda Hamlin                | Wang Xiyao Natasha Palha Mahitha Dadi Reddy Rishika Sunkara                          |
| 26 agosto | ITF Women's Circuit New Delhi 4 2013 Nuova Delhi, India Cemento $10,000 Singolare - Doppio                     | Akari Inoue Lee Hua-chen 6–0, 7–6(3)                     | Matilda Hamlin Shweta Rana                           | Ankita Raina Matilda Hamlin                | Wang Xiyao Natasha Palha Mahitha Dadi Reddy Rishika Sunkara                          |
| 26 agosto | Trofeo CPZ 2013 Bagnatica, Italia Terra rossa $10,000 Singolare - Doppio                                       | Gioia Barbieri 6–3, 3–6, 6–1                             | Anne Schäfer                                         | Alberta Brianti Anastasia Grymalska        | Maria Elena Camerin Anna Remondina Margalita Chakhnašvili Zuzana Luknárová           |
| 26 agosto | Trofeo CPZ 2013 Bagnatica, Italia Terra rossa $10,000 Singolare - Doppio                                       | Claudia Giovine Anastasia Grymalska 6–3, 6–3             | Silvia Mocciola Natasha Piludu                       | Alberta Brianti Anastasia Grymalska        | Maria Elena Camerin Anna Remondina Margalita Chakhnašvili Zuzana Luknárová           |
| 26 agosto | Rotterdam Open 2013 Rotterdam, Paesi Bassi Terra rossa $10,000 Singolare - Doppio                              | Bernarda Pera 1–6, 6–3, 7–5                              | Amandine Hesse                                       | Sviatlana Pirazhenka Olga Sáez Larra       | Gabriela van de Graaf Jainy Scheepens Nina Zander Kelly Versteeg                     |
| 26 agosto | Rotterdam Open 2013 Rotterdam, Paesi Bassi Terra rossa $10,000 Singolare - Doppio                              | Amandine Hesse Demi Schuurs 3–6, 7–5, [10–4]             | Elke Lemmens Sviatlana Pirazhenka                    | Sviatlana Pirazhenka Olga Sáez Larra       | Gabriela van de Graaf Jainy Scheepens Nina Zander Kelly Versteeg                     |
| 26 agosto | Beograd Open 2013 Belgrado, Serbia Terra rossa $10,000 Singolare - Doppio                                      | Tamara Čurović 6–4, 6–3                                  | Tereza Malíková                                      | Dejana Radanović Dunja Stamenković         | Marina Lazić Polona Reberšak Vanda Lukács Ema Mikulčić                               |
| 26 agosto | Beograd Open 2013 Belgrado, Serbia Terra rossa $10,000 Singolare - Doppio                                      | Ema Mikulčić Dejana Raickovic 3–6, 6–3, [10–5]           | Marina Lazić Ema Polić                               | Dejana Radanović Dunja Stamenković         | Marina Lazić Polona Reberšak Vanda Lukács Ema Mikulčić                               |
| 26 agosto | ITF Women's Circuit Yeongwol 2013 Yeongwol, Corea del Sud Cemento $10,000 Singolare - Doppio                   | Wang Yafan 6–1, 6–4                                      | Kim Sun-jung                                         | Kang Seo-kyung Jang Su-jeong               | Yu Min-hwa Lee Pei-chi Choi Ji-hee Michika Ozeki                                     |
| 26 agosto | ITF Women's Circuit Yeongwol 2013 Yeongwol, Corea del Sud Cemento $10,000 Singolare - Doppio                   | Kim Sun-jung Yu Min-hwa 6–1, 7–5                         | Kang Seo-kyung Kim Ji-young                          | Kang Seo-kyung Jang Su-jeong               | Yu Min-hwa Lee Pei-chi Choi Ji-hee Michika Ozeki                                     |
| 26 agosto | Caslano Open 2013 Caslano, Svizzera Terra rossa $10,000 Singolare - Doppio                                     | Barbora Štefková 6–3, 6–1                                | Chiara Grimm                                         | Syna Kayser Tayisiya Morderger             | Natalia Siedliska Samira Giger Jil Belen Teichmann Giulia Sussarello                 |
| 26 agosto | Caslano Open 2013 Caslano, Svizzera Terra rossa $10,000 Singolare - Doppio                                     | Chiara Grimm Jil Belen Teichmann 6–4, 4–6, [10–4]        | Sara Ottomano Barbora Štefková                       | Syna Kayser Tayisiya Morderger             | Natalia Siedliska Samira Giger Jil Belen Teichmann Giulia Sussarello                 |
| 26 agosto | Tennis Organisation 13 2013 Antalya, Turchia Cemento $10,000 Singolare - Doppio                                | Vladyslava Zanosiyenko 7–5, 6–2                          | Carla Forte                                          | Zuzana Zlochová Nuria Párrizas Díaz        | Nives Baric Ani Amiraghyan Melanie South Julija Stamatova                            |
| 26 agosto | Tennis Organisation 13 2013 Antalya, Turchia Cemento $10,000 Singolare - Doppio                                | Andrea Benítez Carla Forte 4–6, 6–3, [10–8]              | Emma Laine Melanie South                             | Zuzana Zlochová Nuria Párrizas Díaz        | Nives Baric Ani Amiraghyan Melanie South Julija Stamatova                            |

## Settembre
| Settimana    | Torneo | Vincitrici                                                 | Finaliste                                 | Semifinaliste                                | Eliminate ai quarti                                                              |
| ------------ | --- | ---------------------------------------------------------- | ----------------------------------------- | -------------------------------------------- | -------------------------------------------------------------------------------- |
| 2 settembre  | Save Cup 2013 Mestre, Italia Terra rossa $50,000 Singolare – Doppio                                                   | Claire Feuerstein 6–1, 7–6(2)                              | Nastja Kolar                              | Beatriz García Vidagany Stephanie Vogt       | Anne Schäfer Paula Kania Diāna Marcinkēviča Despina Papamichail                  |
| 2 settembre  | Save Cup 2013 Mestre, Italia Terra rossa $50,000 Singolare – Doppio                                                   | Laura Thorpe Stephanie Vogt 7–6(5), 7–5                    | Petra Krejsová Tereza Smitková            | Beatriz García Vidagany Stephanie Vogt       | Anne Schäfer Paula Kania Diāna Marcinkēviča Despina Papamichail                  |
| 2 settembre  | Trabzon Cup 2013 Trebisonda, Turchia Cemento $50,000 Singolare – Doppio                                               | Aleksandra Krunić 1–6, 6–4, 6–3                            | Stéphanie Foretz Gacon                    | An-Sophie Mestach Samantha Murray            | Dinah Pfizenmaier Kristýna Plíšková Andreea Mitu Maryna Zanevs'ka                |
| 2 settembre  | Trabzon Cup 2013 Trebisonda, Turchia Cemento $50,000 Singolare – Doppio                                               | Julija Bejhel'zymer Maryna Zanevs'ka 6–3, 6–1              | Alona Fomina Christina Shakovets          | An-Sophie Mestach Samantha Murray            | Dinah Pfizenmaier Kristýna Plíšková Andreea Mitu Maryna Zanevs'ka                |
| 2 settembre  | Noto International Women's Open 2013 Noto, Giappone Erba $25,000 Singolare - Doppio                                   | Doroteja Erić 6–0, 6–3                                     | Eri Hozumi                                | Yoo Mi Mari Tanaka                           | Kanae Hisami Miharu Imanishi Erika Takao Chisa Hosonuma                          |
| 2 settembre  | Noto International Women's Open 2013 Noto, Giappone Erba $25,000 Singolare - Doppio                                   | Eri Hozumi Makoto Ninomiya 6–4, 6–4                        | Kazusa Ito Yuka Mori                      | Yoo Mi Mari Tanaka                           | Kanae Hisami Miharu Imanishi Erika Takao Chisa Hosonuma                          |
| 2 settembre  | TEAN International 2013 Alphen aan den Rijn, Paesi Bassi Terra rossa $25,000 Singolare – Doppio                       | Arantxa Rus 4–6, 6–2, 6–2                                  | Carina Witthöft                           | Richèl Hogenkamp Lesley Kerkhove             | Julia Cohen Viktorija Golubic Irena Pavlović Elica Kostova                       |
| 2 settembre  | TEAN International 2013 Alphen aan den Rijn, Paesi Bassi Terra rossa $25,000 Singolare – Doppio                       | Cindy Burger Daniela Seguel 6–4, 6–1                       | Demi Schuurs Eva Wacanno                  | Richèl Hogenkamp Lesley Kerkhove             | Julia Cohen Viktorija Golubic Irena Pavlović Elica Kostova                       |
| 2 settembre  | Summer Cup 2 2013 Mosca, Russia Terra rossa $25,000 Singolare - Doppio                                                | Anastasіja Vasyl'jeva 6–2, 6–1                             | Evgenija Rodina                           | Margarita Gasparjan Sofia Shapatava          | Ol'ga Jančuk Dar'ja Mironova Kateřina Vaňková Alena Tarasova                     |
| 2 settembre  | Summer Cup 2 2013 Mosca, Russia Terra rossa $25,000 Singolare - Doppio                                                | Anna Škudun Al'ona Sotnikova 6–3, 6–4                      | Ol'ga Jančuk Anett Kontaveit              | Margarita Gasparjan Sofia Shapatava          | Ol'ga Jančuk Dar'ja Mironova Kateřina Vaňková Alena Tarasova                     |
| 2 settembre  | Sarajevo Ladies Open 2 2013 Sarajevo, Bosnia ed Erzegovina Terra rossa $15,000 Singolare - Doppio                     | Lena-Marie Hofmann 6–4, 6–2                                | Lisa-Maria Moser                          | Martina Kubičíková Vivien Juhászová          | Milana Špremo Antonela Šušak Franciasca Palmigiano Tereza Malíková               |
| 2 settembre  | Sarajevo Ladies Open 2 2013 Sarajevo, Bosnia ed Erzegovina Terra rossa $15,000 Singolare - Doppio                     | Vivien Juhászová Tereza Malíková 6–4, 6–1                  | Anita Husarić Lisa-Maria Moser            | Martina Kubičíková Vivien Juhászová          | Milana Špremo Antonela Šušak Franciasca Palmigiano Tereza Malíková               |
| 2 settembre  | Vitalyte Open 2013 Berlino, Germania Terra rossa $15,000 Singolare - Doppio                                           | Diana Šumová 6–3, 7–5                                      | Ysaline Bonaventure                       | Sina Haas Vanda Lukács                       | Jesika Malečková Kathinka von Deichmann Aliona Bolsova Zadoinov Chantal Škamlová |
| 2 settembre  | Vitalyte Open 2013 Berlino, Germania Terra rossa $15,000 Singolare - Doppio                                           | Ysaline Bonaventure Cornelia Lister 6–4, 3–6, [10–5]       | Lenka Kunčíková Karolína Stuchlá          | Sina Haas Vanda Lukács                       | Jesika Malečková Kathinka von Deichmann Aliona Bolsova Zadoinov Chantal Škamlová |
| 2 settembre  | ITF Women's Circuit Huy 2013 Huy, Belgio Terra rossa $10,000 Singolare - Doppio                                       | Deborah Kerfs 6–4, 6–4                                     | Nina Zander                               | Jade Schoelink Josepha Adam                  | Greetje Minnen Stefanie Stemmer Maria Palhoto Hélène Scholsen                    |
| 2 settembre  | ITF Women's Circuit Huy 2013 Huy, Belgio Terra rossa $10,000 Singolare - Doppio                                       | Franziska König Karolina Wlodarczak 6–2, 6–4               | Julia Wachaczyk Nina Zander               | Jade Schoelink Josepha Adam                  | Greetje Minnen Stefanie Stemmer Maria Palhoto Hélène Scholsen                    |
| 2 settembre  | Jolie Ville Golf Women's 34 2013 Sharm el-Sheikh, Egitto Cemento $10,000 Singolare - Doppio                           | Fatma Al-Nabhani 6–4, 6–1                                  | Anna Morgina                              | Jana Sizikova Gai Ao                         | Anna Fitzpatrick Ola Abou Zekry Ekaterina Tretyak Alina Micheeva                 |
| 2 settembre  | Jolie Ville Golf Women's 34 2013 Sharm el-Sheikh, Egitto Cemento $10,000 Singolare - Doppio                           | Anna Morgina YJna Sizikova 6(4)–7, 6–1, [10–8]             | Fatma Al-Nabhani Alina Micheeva           | Jana Sizikova Gai Ao                         | Anna Fitzpatrick Ola Abou Zekry Ekaterina Tretyak Alina Micheeva                 |
| 2 settembre  | Zvezdara Open 2013 Belgrado, Serbia Terra rossa $10,000 Singolare - Doppio                                            | Xenia Knoll 6–3, 6–3                                       | Natalija Kostić                           | Kamila Kerimbajeva Tamara Čurović            | Valentini Grammatikopoulou Elizabeta Bauer Camelia Hristea Lina Ǵorčeska         |
| 2 settembre  | Zvezdara Open 2013 Belgrado, Serbia Terra rossa $10,000 Singolare - Doppio                                            | Lina Ǵorčeska Camelia Hristea 6–0, 6–1                     | Tamara Čurović Xenia Knoll                | Kamila Kerimbajeva Tamara Čurović            | Valentini Grammatikopoulou Elizabeta Bauer Camelia Hristea Lina Ǵorčeska         |
| 2 settembre  | ITF Women's Circuit Yeongwol 2 2013 Yeongwol, Corea del Sud Cemento $10,000 Singolare - Doppio                        | Wang Yafan 2–6, 6–1, 6–2                                   | Lee Pei-chi                               | Peangtarn Plipuech Kim Sun-jung              | Zhu Lin Lavinia Tananta Ayu Fani Damayanti Lu Jiajing                            |
| 2 settembre  | ITF Women's Circuit Yeongwol 2 2013 Yeongwol, Corea del Sud Cemento $10,000 Singolare - Doppio                        | Hong Seung-yeon Lee Hye-min 5–7, 6–2, [10–5]               | Ayu Fani Damayanti Lavinia Tananta        | Peangtarn Plipuech Kim Sun-jung              | Zhu Lin Lavinia Tananta Ayu Fani Damayanti Lu Jiajing                            |
| 2 settembre  | Tennis Organisation 14 2013 Antalya, Turchia Cemento $10,000 Singolare - Doppio                                       | Ana Bogdan 6–0, 6–2                                        | Malin Ulvefeldt                           | Melanie South Louise Brunskog                | Diana Bogoliy Anastasia Mukhametova Nozomi Fujioka Julija Stamatova              |
| 2 settembre  | Tennis Organisation 14 2013 Antalya, Turchia Cemento $10,000 Singolare - Doppio                                       | Emma Laine Melanie South 6–4, 6–3                          | Patcharin Cheapchandej Tanaporn Thongsing | Melanie South Louise Brunskog                | Diana Bogoliy Anastasia Mukhametova Nozomi Fujioka Julija Stamatova              |
| 9 settembre  | ITF Women's Circuit Sanya 2013 Sanya, Cina Cemento $50,000 Singolare - Doppio                                         | Karolína Plíšková 6–3, 6–4                                 | Zheng Saisai                              | Duan Yingying Zhang Shuai                    | Misa Eguchi Varatchaya Wongteanchai Zarina Dijas Wang Yafan                      |
| 9 settembre  | ITF Women's Circuit Sanya 2013 Sanya, Cina Cemento $50,000 Singolare - Doppio                                         | Sun Ziyue Xu Shilin 6(5)–7, 6–3, [10–3]                    | Yang Zhaoxuan Zhao Yijing                 | Duan Yingying Zhang Shuai                    | Misa Eguchi Varatchaya Wongteanchai Zarina Dijas Wang Yafan                      |
| 9 settembre  | Trabzon Cup 2 2013 Trebisonda, Turchia Cemento $50,000 Singolare - Doppio                                             | Anna-Lena Friedsam 4–6, 6–3, 6–3                           | Julija Bejhel'zymer                       | Dalila Jakupovič Aleksandra Krunić           | Oksana Kalašnikova An-Sophie Mestach Ekaterina Byčkova Andreea Mitu              |
| 9 settembre  | Trabzon Cup 2 2013 Trebisonda, Turchia Cemento $50,000 Singolare - Doppio                                             | Oksana Kalašnikova Aleksandra Krunić 6–2, 6–1              | Ani Amiraghyan Dalila Jakupovič           | Dalila Jakupovič Aleksandra Krunić           | Oksana Kalašnikova An-Sophie Mestach Ekaterina Byčkova Andreea Mitu              |
| 9 settembre  | Allianz Cup 2013 Sofia, Bulgaria Terra rossa $25,000 Singolare - Doppio                                               | Patricia Mayr-Achleitner 6–2, 1–6, 6–3                     | Kristína Kučová                           | Anne Schäfer Gioia Barbieri                  | Marina Mel'nikova Heidi El Tabakh Beatriz García Vidagany Cristina Dinu          |
| 9 settembre  | Allianz Cup 2013 Sofia, Bulgaria Terra rossa $25,000 Singolare - Doppio                                               | Dia Evtimova Viktorija Tomova 6–4, 2–6, [10–6]             | Beatriz García Vidagany Réka-Luca Jani    | Anne Schäfer Gioia Barbieri                  | Marina Mel'nikova Heidi El Tabakh Beatriz García Vidagany Cristina Dinu          |
| 9 settembre  | Open Krys de Mont-de-Marsan 2013 Mont-de-Marsan, Francia Terra rossa $25,000 Singolare - Doppio                       | Teliana Pereira 6–1, 6–4                                   | Pauline Parmentier                        | Kinnie Laisné Alizé Lim                      | Laura Thorpe María Irigoyen Alberta Brianti Amandine Hesse                       |
| 9 settembre  | Open Krys de Mont-de-Marsan 2013 Mont-de-Marsan, Francia Terra rossa $25,000 Singolare - Doppio                       | Cecilia Costa Melgar Daniela Seguel 6–4, 6–2               | Alizé Lim Laura Thorpe                    | Kinnie Laisné Alizé Lim                      | Laura Thorpe María Irigoyen Alberta Brianti Amandine Hesse                       |
| 9 settembre  | Royal Cup NLB Montenegro 2013 Podgorica, Montenegro Terra rossa $25,000 Singolare - Doppio                            | Stephanie Vogt 6–4, 6–3                                    | Anett Kontaveit                           | Giulia Gatto-Monticone Jasmina Tinjić        | Ágnes Bukta Julia Cohen Yvonne Neuwirth Karin Morgošová                          |
| 9 settembre  | Royal Cup NLB Montenegro 2013 Podgorica, Montenegro Terra rossa $25,000 Singolare - Doppio                            | Vladica Babić Iva Mekovec 6–4, 6(1)–7, [10–5]              | Kateřina Vaňková Maša Zec Peškirič        | Giulia Gatto-Monticone Jasmina Tinjić        | Ágnes Bukta Julia Cohen Yvonne Neuwirth Karin Morgošová                          |
| 9 settembre  | Incheon Women's Challenger 2013 Incheon, Corea del sud Cemento $25,000 Singolare - Doppio                             | Erika Sema 6–3, 6–4                                        | Yurika Sema                               | Han Na-lae Kim So-jung                       | Miharu Imanishi Yoo Mi Choi Ji-hee Lee Ye-ra                                     |
| 9 settembre  | Incheon Women's Challenger 2013 Incheon, Corea del sud Cemento $25,000 Singolare - Doppio                             | Miki Miyamura Akiko Ōmae 6–4, 6(6)–7, [11–9]               | Nicha Lertpitaksinchai Peangtarn Plipuech | Han Na-lae Kim So-jung                       | Miharu Imanishi Yoo Mi Choi Ji-hee Lee Ye-ra                                     |
| 9 settembre  | USTA Challenger of Redding 2013 Redding, Stati Uniti Cemento $25,000 Singolare - Doppio                               | Adriana Pérez 2–6, 6–2, 6–1                                | Robin Anderson                            | Allie Kiick Julia Boserup                    | Olivia Rogowska Chanel Simmonds Christina Makarova Ksenija Pervak                |
| 9 settembre  | USTA Challenger of Redding 2013 Redding, Stati Uniti Cemento $25,000 Singolare - Doppio                               | Robin Anderson Lauren Embree 6–4, 5–7, [10–7]              | Jacqueline Cako Allie Kiick               | Allie Kiick Julia Boserup                    | Olivia Rogowska Chanel Simmonds Christina Makarova Ksenija Pervak                |
| 9 settembre  | Toowoomba Tennis International 2013 Toowoomba, Australia Cemento $15,000 Singolare - Doppio                           | Isabella Holland 2–6, 7–6(6), 6–3                          | Zuzana Zlochová                           | Olivia Tjandramulia Azra Hadzic              | Pamela Boyanov Yurina Koshino Sally Peers Ellen Perez                            |
| 9 settembre  | Toowoomba Tennis International 2013 Toowoomba, Australia Cemento $15,000 Singolare - Doppio                           | Tomoko Dokei Yurina Koshino 6–2, 5–7, [10–7]               | Karis Ryan Zuzana Zlochová                | Olivia Tjandramulia Azra Hadzic              | Pamela Boyanov Yurina Koshino Sally Peers Ellen Perez                            |
| 9 settembre  | ITF Women's Circuit Tlemcen 2013 Tlemcen, Algeria Terra rossa $10,000 Singolare - Doppio                              | Ines Ibbou 6–1, 6–1                                        | Amandine Cazeaux                          | Natasha Bredl Alina Wessel                   | Shweta Rana Alexandra Riley Fiona Codino Josephine Boualem                       |
| 9 settembre  | ITF Women's Circuit Tlemcen 2013 Tlemcen, Algeria Terra rossa $10,000 Singolare - Doppio                              | Amandine Cazeaux Alina Wessel 6–2, 7–5                     | Shivika Burman Shweta Rana                | Natasha Bredl Alina Wessel                   | Shweta Rana Alexandra Riley Fiona Codino Josephine Boualem                       |
| 9 settembre  | AAT Women's Circuit Buenos Aires 2013 Buenos Aires, Argentina Terra rossa $10,000 Singolare - Doppio                  | Vanesa Furlanetto 6–4, 6–4                                 | Carolina Zeballos                         | Bianca Botto Fernanda Brito                  | Carla Bruzzesi Avella Carolina Costamagna Edith Ayelen Monzon Sofia Blanco       |
| 9 settembre  | AAT Women's Circuit Buenos Aires 2013 Buenos Aires, Argentina Terra rossa $10,000 Singolare - Doppio                  | Flávia Guimarães Bueno Stephanie Mariel Petit 6–2, 6–4     | Vanesa Furlanetto Carolina Zeballos       | Bianca Botto Fernanda Brito                  | Carla Bruzzesi Avella Carolina Costamagna Edith Ayelen Monzon Sofia Blanco       |
| 9 settembre  | Circuito Feminino Future de Tenis 2013 Curitiba, Brasile Terra rossa $10,000 Singolare - Doppio                       | Ana Clara Duarte 6–1, 6–4                                  | Nathaly Kurata                            | Leticia Vidal Nathalia Rossi                 | Eduarda Piai Isabella Capato Camargo Suellen Abel Ivania Martinich               |
| 9 settembre  | Circuito Feminino Future de Tenis 2013 Curitiba, Brasile Terra rossa $10,000 Singolare - Doppio                       | Carolina Meligeni Alves Leticia Vidal 4–6, 6–4, [10–8]     | Maria Vitória Beirão Ana Clara Duarte     | Leticia Vidal Nathalia Rossi                 | Eduarda Piai Isabella Capato Camargo Suellen Abel Ivania Martinich               |
| 9 settembre  | Jolie Ville Golf Women's 35 2013 Sharm el-Sheikh, Egitto Cemento $10,000 Singolare - Doppio                           | Jana Sizikova 7–6(7), 3–6, 7–5                             | Prarthana Thombare                        | Gai Ao Alina Micheeva                        | Giulia Bruzzone EEvgenija Svincova Anna Fitzpatrick Franciasca Stephenson        |
| 9 settembre  | Jolie Ville Golf Women's 35 2013 Sharm el-Sheikh, Egitto Cemento $10,000 Singolare - Doppio                           | Giulia Bruzzone Alina Micheeva 4–6, 6–4, [10–4]            | Ola Abou Zekry Gai Ao                     | Gai Ao Alina Micheeva                        | Giulia Bruzzone EEvgenija Svincova Anna Fitzpatrick Franciasca Stephenson        |
| 9 settembre  | ITF Women's Circuit Mytilene 2013 Mitilene, Grecia Cemento $10,000 Singolare - Doppio                                 | Klaartje Liebens 6–2, 6–1                                  | Maria Sakkarī                             | Ashley Murdock Beatrice Cedermark            | Angeliki Kairi Mandy Wagemaker Agni Stefanou Lisa Sabino                         |
| 9 settembre  | ITF Women's Circuit Mytilene 2013 Mitilene, Grecia Cemento $10,000 Singolare - Doppio                                 | Ashley Murdock Eva Raszkiewicz 1–6, 6–2, [10–7]            | Laura Deigman Lisa Sabino                 | Ashley Murdock Beatrice Cedermark            | Angeliki Kairi Mandy Wagemaker Agni Stefanou Lisa Sabino                         |
| 9 settembre  | Forte Village International Tournament 3 2013 Pula, Italia Terra rossa $10,000 Singolare - Doppio                     | Alice Matteucci 5–7, 6–2, 7–5                              | Claudia Giovine                           | Jasmine Paolini Federica Arcidiacono         | Quirine Lemoine Pia König Kimberley Zimmermann Georgia Brescia                   |
| 9 settembre  | Forte Village International Tournament 3 2013 Pula, Italia Terra rossa $10,000 Singolare - Doppio                     | Giorgia Marchetti Jasmine Paolini 7–6(3), 7–6(3)           | Alexandra Nancarrow Laura Schäder         | Jasmine Paolini Federica Arcidiacono         | Quirine Lemoine Pia König Kimberley Zimmermann Georgia Brescia                   |
| 9 settembre  | Yuasa Open 2013 Kyoto, Giappone Sintetico (indoor) $10,000 Singolare - Doppio                                         | Hiroko Kuwata 6–1, 6–2                                     | Akiko Yonemura                            | Miyu Katō Makiho Kozawa                      | Maya Wakui Emi Mutaguchi Hayaka Murase Kaori Onishi                              |
| 9 settembre  | Yuasa Open 2013 Kyoto, Giappone Sintetico (indoor) $10,000 Singolare - Doppio                                         | Miyu Katō Hiroko Kuwata 6–4, 6–2                           | Mana Ayukawa Emi Mutaguchi                | Miyu Katō Makiho Kozawa                      | Maya Wakui Emi Mutaguchi Hayaka Murase Kaori Onishi                              |
| 9 settembre  | Vrnjacka Banja Open 2013 Vrnjačka Banja, Serbia Terra rossa $10,000 Singolare - Doppio                                | Rebecca Šramková 6–3, 6–2                                  | Dunja Stamenković                         | Marina Lazić Lina Ǵorčeska                   | Bojana Marinković Katarina Adamović Nina Stojanović Ema Polić                    |
| 9 settembre  | Vrnjacka Banja Open 2013 Vrnjačka Banja, Serbia Terra rossa $10,000 Singolare - Doppio                                | Lina Ǵorčeska Polina Lejkina 6–4, 6–3                      | Rebecca Šramková Natália Vajdová          | Marina Lazić Lina Ǵorčeska                   | Bojana Marinković Katarina Adamović Nina Stojanović Ema Polić                    |
| 9 settembre  | ITF Women's Circuit Lleida 2013 Lleida, Spagna Terra rossa $10,000 Singolare - Doppio                                 | Aliona Bolsova Zadoinov 0–6, 6–3, 6–2                      | Mayar Sherif                              | Olga Sáez Larra Lucía Cervera Vázquez        | Alena Tarasova Paula Badosa Andrea Lázaro García Arabela Fernández Rabener       |
| 9 settembre  | ITF Women's Circuit Lleida 2013 Lleida, Spagna Terra rossa $10,000 Singolare - Doppio                                 | Adrijana Lekaj Alena Tarasova 6–3, 6–4                     | Tatiana Búa Lucía Cervera Vázquez         | Olga Sáez Larra Lucía Cervera Vázquez        | Alena Tarasova Paula Badosa Andrea Lázaro García Arabela Fernández Rabener       |
| 9 settembre  | Tennis Organisation 15 2013 Antalya, Turchia Cemento $10,000 Singolare - Doppio                                       | Chantal Škamlová 7–5, 6–3                                  | Kateřina Kramperová                       | Marianna Zakarljuk Nicoleta-Cătălina Dascălu | Olena Kyrpot Michelle Werbrouck Matilda Hamlin Tanaporn Thongsing                |
| 9 settembre  | Tennis Organisation 15 2013 Antalya, Turchia Cemento $10,000 Singolare - Doppio                                       | Michaela Frlicka Kateřina Kramperová 6–3, 7–6(4)           | Chantal Škamlová Marlies Szupper          | Marianna Zakarljuk Nicoleta-Cătălina Dascălu | Olena Kyrpot Michelle Werbrouck Matilda Hamlin Tanaporn Thongsing                |
| 16 settembre | Coleman Vision Tennis Championships 2013 Albuquerque, Stati Uniti Cemento $75,000 Singolare - Doppio                  | Shelby Rogers 6–2, 6–3                                     | Anna Tatišvili                            | Alison Riske Chieh-Yu Hsu                    | Coco Vandeweghe Kristina Barrois Petra Rampre Sachia Vickery                     |
| 16 settembre | Coleman Vision Tennis Championships 2013 Albuquerque, Stati Uniti Cemento $75,000 Singolare - Doppio                  | Eléni Daniilídou Coco Vandeweghe 6–4, 7–6(2)               | Melanie Oudin Taylor Townsend             | Alison Riske Chieh-Yu Hsu                    | Coco Vandeweghe Kristina Barrois Petra Rampre Sachia Vickery                     |
| 16 settembre | Izida Cup 2013 Dobrič, Bulgaria Terra rossa $25,000 Singolare - Doppio                                                | Patricia Mayr-Achleitner 6–1, 6–2                          | Cristina Dinu                             | Julia Cohen Heidi El Tabakh                  | Kateřina Vaňková Borislava Botusharova Dia Evtimova Viktorija Tomova             |
| 16 settembre | Izida Cup 2013 Dobrič, Bulgaria Terra rossa $25,000 Singolare - Doppio                                                | Xenia Knoll Teodora Mirčić 7–5, 7–6(5)                     | Isabella Šinikova Dalia Zafirova          | Julia Cohen Heidi El Tabakh                  | Kateřina Vaňková Borislava Botusharova Dia Evtimova Viktorija Tomova             |
| 16 settembre | Open GDF SUEZ de Bretagne 2013 Saint-Malo, Francia Terra rossa $25,000 Singolare - Doppio                             | Teliana Pereira 6–2, 6–1                                   | Pauline Parmentier                        | Gaia Sanesi Florencia Molinero               | Alberta Brianti Irina Ramialison Amandine Hesse Stephanie Vogt                   |
| 16 settembre | Open GDF SUEZ de Bretagne 2013 Saint-Malo, Francia Terra rossa $25,000 Singolare - Doppio                             | Elica Kostova Florencia Molinero 6–2, 6–4                  | Kathinka von Deichmann Nina Zander        | Gaia Sanesi Florencia Molinero               | Alberta Brianti Irina Ramialison Amandine Hesse Stephanie Vogt                   |
| 16 settembre | Batumi Open 2013 Batumi, Georgia Cemento $25,000 Singolare - Doppio                                                   | Aleksandra Panova 6–4, 0–6, 7–5                            | Kateryna Kozlova                          | Sofia Shapatava Aljaksandra Sasnovič         | Dalila Jakupovič Irina Chromačëva Valentina Ivachnenko Ilona Kramen'             |
| 16 settembre | Batumi Open 2013 Batumi, Georgia Cemento $25,000 Singolare - Doppio                                                   | Valentina Ivachnenko Kateryna Kozlova 6–0, 6–4             | Alona Fomina Christina Shakovets          | Sofia Shapatava Aljaksandra Sasnovič         | Dalila Jakupovič Irina Chromačëva Valentina Ivachnenko Ilona Kramen'             |
| 16 settembre | AEGON Pro Series Shrewsbury 2013 Shrewsbury, Regno Unito Cemento (indoor) $25,000 Singolare - Doppio                  | Alison Van Uytvanck 7–5, 6–1                               | Marta Sirotkina                           | Martina Borecká Ana Vrljić                   | Claire Feuerstein Lena-Marie Hofmann Pemra Özgen Julie Coin                      |
| 16 settembre | AEGON Pro Series Shrewsbury 2013 Shrewsbury, Regno Unito Cemento (indoor) $25,000 Singolare - Doppio                  | Çağla Büyükakçay Pemra Özgen 4–6, 6–4, [10–8]              | Samantha Murray Jade Windley              | Martina Borecká Ana Vrljić                   | Claire Feuerstein Lena-Marie Hofmann Pemra Özgen Julie Coin                      |
| 16 settembre | Cairns Tennis International 2013 Cairns, Australia Cemento $15,000 Singolare - Doppio                                 | Azra Hadzic 6–3, 3–6, 6–2                                  | Jessica Moore                             | Zuzana Zlochová Dianne Hollands              | Kimberly Birrell Miyu Katō Priscilla Hon Sally Peers                             |
| 16 settembre | Cairns Tennis International 2013 Cairns, Australia Cemento $15,000 Singolare - Doppio                                 | Isabella Holland Sally Peers 7–6(2), 4–6, [10–7]           | Miyu Katō Yurina Koshino                  | Zuzana Zlochová Dianne Hollands              | Kimberly Birrell Miyu Katō Priscilla Hon Sally Peers                             |
| 16 settembre | ITF Women's Circuit Algiers 2013 Algeri, Algeria Terra rossa $10,000 Singolare - Doppio                               | Sherazad Benamar 6–1, 3–6, 6–1                             | Shweta Rana                               | Harmony Tan Alina Wessel                     | Amandine Cazeaux Shivika Burman Cristina Moroi Mia Nicole Eklund                 |
| 16 settembre | ITF Women's Circuit Algiers 2013 Algeri, Algeria Terra rossa $10,000 Singolare - Doppio                               | Sherazad Benamar Amandine Cazeaux 6–0, 6–3                 | Shivika Burman Shweta Rana                | Harmony Tan Alina Wessel                     | Amandine Cazeaux Shivika Burman Cristina Moroi Mia Nicole Eklund                 |
| 16 settembre | ITF Women's Circuit Rosario 2013 Rosario, Argentina Terra rossa $10,000 Singolare - Doppio                            | Vanesa Furlanetto 6–2, 6–1                                 | Fernanda Brito                            | Victoria Bosio Bianca Botto                  | Sofia Luini Ana Madcur Constanza Vega Sofia Blanco                               |
| 16 settembre | ITF Women's Circuit Rosario 2013 Rosario, Argentina Terra rossa $10,000 Singolare - Doppio                            | Vanesa Furlanetto Carolina Zeballos 7–6(2), 6–2            | Sofia Luini Guadalupe Pérez Rojas         | Victoria Bosio Bianca Botto                  | Sofia Luini Ana Madcur Constanza Vega Sofia Blanco                               |
| 16 settembre | Jolie Ville Golf Women's 36 2013 Sharm el-Sheikh, Egitto Cemento $10,000 Singolare - Doppio                           | Julija Valetova 6(5)–7, 7–5, 7–6(4)                        | Giulia Bruzzone                           | Prarthana Thombare Ola Abou Zekry            | Samantha Powers Anastasija Šestakova Nikola Horáková Erika Hendsel               |
| 16 settembre | Jolie Ville Golf Women's 36 2013 Sharm el-Sheikh, Egitto Cemento $10,000 Singolare - Doppio                           | Prarthana Thombare Julija Valetova 6–1, 6–4                | Viktorija Bogoslovskaja Evgenija Svincova | Prarthana Thombare Ola Abou Zekry            | Samantha Powers Anastasija Šestakova Nikola Horáková Erika Hendsel               |
| 16 settembre | Forte Village International Tournament 4 2013 Santa Margherita di Pula, Italia Terra rossa $10,000 Singolare - Doppio | Jade Suvrijn 6–3, 3–6, 6–3                                 | Laura Schäder                             | Tess Sugnaux Georgia Brescia                 | Yuliana Lizarazo Sara Eccel Pia König Claudia Giovine                            |
| 16 settembre | Forte Village International Tournament 4 2013 Santa Margherita di Pula, Italia Terra rossa $10,000 Singolare - Doppio | Gabriela van de Graaf Quirine Lemoine 6–4, 6(10)–7, [10–3] | Agata Barańska Pia König                  | Tess Sugnaux Georgia Brescia                 | Yuliana Lizarazo Sara Eccel Pia König Claudia Giovine                            |
| 16 settembre | Budva Open 2013 Budua, Montenegro Terra rossa $10,000 Singolare - Doppio                                              | Iva Mekovec 6–0, 1–6, 6–3                                  | Katarina Jokić                            | Vladica Babić Julija Samuseva                | Ana Bianca Mihăilă Karin Morgošová Milana Špremo Ema Mikulčić                    |
| 16 settembre | Budva Open 2013 Budua, Montenegro Terra rossa $10,000 Singolare - Doppio                                              | Ema Mikulčić Dejana Raickovic 6–2, 6–2                     | Dea Herdželaš Ana Bianca Mihăilă          | Vladica Babić Julija Samuseva                | Ana Bianca Mihăilă Karin Morgošová Milana Špremo Ema Mikulčić                    |
| 16 settembre | Tennis Organisation 16 2013 Antalya, Turchia Cemento $10,000 Singolare - Doppio                                       | Ksenia Palkina 6–3, 6–1                                    | Caroline Romeo                            | Katharina Lehnert Hirono Watanabe            | Marlies Szupper Tanaporn Thongsing Louise Brunskog Carolina Pillot               |
| 16 settembre | Tennis Organisation 16 2013 Antalya, Turchia Cemento $10,000 Singolare - Doppio                                       | Deniz Khazaniuk Ksenia Palkina 6(5)–7, 7–6(3), [10–8]      | Katharina Lehnert Chantal Škamlová        | Katharina Lehnert Hirono Watanabe            | Marlies Szupper Tanaporn Thongsing Louise Brunskog Carolina Pillot               |
| 23 settembre | Telavi Open 2013 Telavi, Georgia Terra rossa $50,000 Singolare - Doppio                                               | Aleksandra Panova 7–5, 6–1                                 | Viktorija Kan                             | Andreea Mitu Hanna Poznichirenko             | Nastja Kolar Ilona Kramen' Misa Eguchi Irina Chromačëva                          |
| 23 settembre | Telavi Open 2013 Telavi, Georgia Terra rossa $50,000 Singolare - Doppio                                               | Maria Elena Camerin Anja Prislan 7–5, 6–2                  | Anna Zaja Maša Zec Peškirič               | Andreea Mitu Hanna Poznichirenko             | Nastja Kolar Ilona Kramen' Misa Eguchi Irina Chromačëva                          |
| 23 settembre | Party Rock Open 2013 Las Vegas, Stati Uniti Cemento $50,000 Singolare - Doppio                                        | Melanie Oudin 5–7, 6–3, 6–3                                | Coco Vandeweghe                           | Mayo Hibi Anna Tatišvili                     | Ajla Tomljanović Chanel Simmonds Allie Kiick Madison Brengle                     |
| 23 settembre | Party Rock Open 2013 Las Vegas, Stati Uniti Cemento $50,000 Singolare - Doppio                                        | Tamira Paszek Coco Vandeweghe 6–4, 6–2                     | Denise Muresan Caitlin Whoriskey          | Mayo Hibi Anna Tatišvili                     | Ajla Tomljanović Chanel Simmonds Allie Kiick Madison Brengle                     |
| 23 settembre | Open GDF SUEZ Clermont-Ferrand 2013 Clermont-Ferrand, Francia Cemento (indoor) $25,000 Singolare - Doppio             | Julie Coin 3–6, 6–1, 6–4                                   | Doroteja Erić                             | Maryna Zanevs'ka Claire Feuerstein           | Nina Zander Lucie Hradecká Giulia Gatto-Monticone Michaëlla Krajicek             |
| 23 settembre | Open GDF SUEZ Clermont-Ferrand 2013 Clermont-Ferrand, Francia Cemento (indoor) $25,000 Singolare - Doppio             | Marta Domachowska Michaëlla Krajicek 5–7, 6–4, [10–8]      | Margarita Gasparjan Al'ona Sotnikova      | Maryna Zanevs'ka Claire Feuerstein           | Nina Zander Lucie Hradecká Giulia Gatto-Monticone Michaëlla Krajicek             |
| 23 settembre | Internacionales de Andalucìa Femeninos 2013 Siviglia, Spagna Terra rossa $25,000 Singolare - Doppio                   | Teliana Pereira 7–6(5), 6–3                                | Florencia Molinero                        | Alizé Lim Arantxa Rus                        | Timea Bacsinszky Beatriz García Vidagany Bernarda Pera Anastasia Grymalska       |
| 23 settembre | Internacionales de Andalucìa Femeninos 2013 Siviglia, Spagna Terra rossa $25,000 Singolare - Doppio                   | Paula Cristina Gonçalves Florencia Molinero 6–3, 7–5       | Cecilia Costa Melgar Gaia Sanesi          | Alizé Lim Arantxa Rus                        | Timea Bacsinszky Beatriz García Vidagany Bernarda Pera Anastasia Grymalska       |
| 23 settembre | AEGON Pro Series Loughborough 2013 Loughborough, Regno Unito Cemento (indoor) $25,000 Singolare - Doppio              | Anna-Lena Friedsam 6–3, 6–0                                | Alison Van Uytvanck                       | Viktorija Golubic Tereza Martincová          | Diāna Marcinkēviča Kateřina Kramperová Kateřina Vaňková Renata Voráčová          |
| 23 settembre | AEGON Pro Series Loughborough 2013 Loughborough, Regno Unito Cemento (indoor) $25,000 Singolare - Doppio              | Çağla Büyükakçay Pemra Özgen 6–2, 5–7, [10–6]              | Magda Linette Tereza Smitková             | Viktorija Golubic Tereza Martincová          | Diāna Marcinkēviča Kateřina Kramperová Kateřina Vaňková Renata Voráčová          |
| 23 settembre | Fergana Challenger 2013 Fergana, Uzbekistan Cemento $25,000 Singolare - Doppio                                        | Nigina Abduraimova 2–6, 6–1, 7–6(4)                        | Anastasіja Vasyl'jeva                     | Ljudmyla Kičenok Veronika Kapšaj             | Başak Eraydın Ankita Raina Erika Takao Mari Tanaka                               |
| 23 settembre | Fergana Challenger 2013 Fergana, Uzbekistan Cemento $25,000 Singolare - Doppio                                        | Ljudmyla Kičenok Polina Pekhova 6–4, 6–2                   | Michaela Hončová Veronika Kapšaj          | Ljudmyla Kičenok Veronika Kapšaj             | Başak Eraydın Ankita Raina Erika Takao Mari Tanaka                               |
| 23 settembre | Varna Cup 2013 Varna, Bulgaria Terra rossa $10,000 Singolare - Doppio                                                 | Borislava Botusharova 6–4, 1–6, 7–6(2)                     | Pernilla Mendesová                        | Dia Evtimova Raluca Elena Platon             | Diana Šumová Michaela Boev Elena-Teodora Cadar Hülya Esen                        |
| 23 settembre | Varna Cup 2013 Varna, Bulgaria Terra rossa $10,000 Singolare - Doppio                                                 | Raluca Elena Platon Eva Wacanno 6–3, 6–4                   | Michaela Boev Camelia Hristea             | Dia Evtimova Raluca Elena Platon             | Diana Šumová Michaela Boev Elena-Teodora Cadar Hülya Esen                        |
| 23 settembre | ITF Women's Circuit Prague 2013 Praga, Repubblica Ceca Terra rossa $10,000 Singolare - Doppio                         | Ekaterina Aleksandrova 6–3, 3–6, 6–2                       | Lenka Juríková                            | Michaela Pochabová Jesika Malečková          | Dominika Paterová Nikola Vajdová Sandra Hönigová Tereza Malíková                 |
| 23 settembre | ITF Women's Circuit Prague 2013 Praga, Repubblica Ceca Terra rossa $10,000 Singolare - Doppio                         | Jesika Malečková Tereza Malíková 6–2, 6–2                  | Jil Nora Engelmann Yvonne Neuwirth        | Michaela Pochabová Jesika Malečková          | Dominika Paterová Nikola Vajdová Sandra Hönigová Tereza Malíková                 |
| 23 settembre | Jolie Ville Golf Women's 37 2013 Sharm el-Sheikh, Egitto Cemento $10,000 Singolare - Doppio                           | İpek Soylu 4–6, 6–0, 6–2                                   | Giulia Bruzzone                           | Rishika Sunkara Brenda Njuki                 | Viktorija Bogoslovskaja Anastasija Šestakova Laura Deigman Evgenija Svincova     |
| 23 settembre | Jolie Ville Golf Women's 37 2013 Sharm el-Sheikh, Egitto Cemento $10,000 Singolare - Doppio                           | Giulia Bruzzone Karina Venditti 7–6(4), 6–4                | Viktorija Bogoslovskaja Evgenija Svincova | Rishika Sunkara Brenda Njuki                 | Viktorija Bogoslovskaja Anastasija Šestakova Laura Deigman Evgenija Svincova     |
| 23 settembre | Marathon Futures 4 2013 Marathon-Atene, Grecia Cemento $10,000 Singolare - Doppio                                     | Aminat Kushkhova 6–0, 7–5                                  | Maria Sakkarī                             | Vlada Ėkšibarova Janina Toljan               | Lee Pei-chi Camilla Rosatello Franciasca Palmigiano Agni Stefanou                |
| 23 settembre | Marathon Futures 4 2013 Marathon-Atene, Grecia Cemento $10,000 Singolare - Doppio                                     | Keren Shlomo Saray Sterenbach 3–6, 6–1, [10–8]             | Lee Pei-chi Maria Sakkarī                 | Vlada Ėkšibarova Janina Toljan               | Lee Pei-chi Camilla Rosatello Franciasca Palmigiano Agni Stefanou                |
| 23 settembre | Forte Village International Tournament 5 2013 Santa Margherita di Pula, Italia Terra rossa $10,000 Singolare - Doppio | Alice Balducci 6–2, 6–4                                    | Claudia Giovine                           | Jasmine Paolini Jade Suvrijn                 | Annalisa Bona Laura Schäder Quirine Lemoine Vanda Lukács                         |
| 23 settembre | Forte Village International Tournament 5 2013 Santa Margherita di Pula, Italia Terra rossa $10,000 Singolare - Doppio | Claudia Giovine Alice Matteucci 1–6, 6–3, [10–5]           | Carolin Daniels Laura Schäder             | Jasmine Paolini Jade Suvrijn                 | Annalisa Bona Laura Schäder Quirine Lemoine Vanda Lukács                         |
| 23 settembre | ITF Women's Circuit Lambare 2013 Lambaré, Paraguay Terra rossa $10,000 Singolare - Doppio                             | Montserrat González 6–2, 6–1                               | Lauren Albanese                           | Victoria Bosio Eduarda Piai                  | Gabriela Ferreira Sanabria Nathalia Rossi Sofia Blanco Fernanda Brito            |
| 23 settembre | ITF Women's Circuit Lambare 2013 Lambaré, Paraguay Terra rossa $10,000 Singolare - Doppio                             | Carla Bruzzesi Avella Carolina Zeballos 6–2, 7–5           | Sara Giménez Montserrat González          | Victoria Bosio Eduarda Piai                  | Gabriela Ferreira Sanabria Nathalia Rossi Sofia Blanco Fernanda Brito            |
| 23 settembre | ITF Women's Circuit Monastir 2013 Monastir, Tunisia Cemento $10,000 Singolare - Doppio                                | Linda Prenkovic 6–1, 6–4                                   | Victoria Muntean                          | Carmen López Rueda Alice Savoretti           | Mia Nicole Eklund Bernice van de Velde Ljudmila Vasil'eva Khristina Kazimova     |
| 23 settembre | ITF Women's Circuit Monastir 2013 Monastir, Tunisia Cemento $10,000 Singolare - Doppio                                | Linda Prenkovic Bernice van de Velde 6–2, 4–6, [10–7]      | Khristina Kazimova Varvara Kuznetsova     | Carmen López Rueda Alice Savoretti           | Mia Nicole Eklund Bernice van de Velde Ljudmila Vasil'eva Khristina Kazimova     |
| 23 settembre | GD Tennis Academy 13 2013 Antalya, Turchia Terra rossa $10,000 Singolare - Doppio                                     | Sherazad Benamar 6(1)–7, 6–1, 3–0, rit.                    | Lena-Marie Hofmann                        | Iryna Šymanovič Chantal Škamlová             | Aleksandra Zenovka Katharina Lehnert Anna Klasen Sonja Larsen                    |
| 23 settembre | GD Tennis Academy 13 2013 Antalya, Turchia Terra rossa $10,000 Singolare - Doppio                                     | Lena-Marie Hofmann Anna Klasen 6–2, 6–2                    | Kamonwan Buayam Barbora Štefková          | Iryna Šymanovič Chantal Škamlová             | Aleksandra Zenovka Katharina Lehnert Anna Klasen Sonja Larsen                    |
| 23 settembre | Amelia Island Women's Tennis Championships 2013 Amelia Island, Stati Uniti Terra rossa $10,000 Singolare - Doppio     | Tornado Alicia Black 4–6, 6–0, 6–0                         | Alexandra Mueller                         | Alexandra Cercone Sofie Oyen                 | Josie Kuhlmann Marie Norris Amy Sargeant Ellie Halbauer                          |
| 23 settembre | Amelia Island Women's Tennis Championships 2013 Amelia Island, Stati Uniti Terra rossa $10,000 Singolare - Doppio     | Maria Fernanda Alves Alexandra Mueller 7–5, 6–3            | Roxanne Ellison Sierra Ellison            | Alexandra Cercone Sofie Oyen                 | Josie Kuhlmann Marie Norris Amy Sargeant Ellie Halbauer                          |
| 30 settembre | Perth Tennis International 2013 Perth, Australia Cemento $25,000 Singolare - Doppio                                   | Arina Rodionova 7–5, 6–4                                   | Irina Falconi                             | Olivia Rogowska Sachie Ishizu                | Tammi Patterson Yurika Sema Hiroko Kuwata Viktorija Rajicic                      |
| 30 settembre | Perth Tennis International 2013 Perth, Australia Cemento $25,000 Singolare - Doppio                                   | Erika Sema Yurika Sema 7–5, 6–1                            | Monique Adamczak Tammi Patterson          | Olivia Rogowska Sachie Ishizu                | Tammi Patterson Yurika Sema Hiroko Kuwata Viktorija Rajicic                      |
| 30 settembre | Hungarian Open 2013 Budapest, Ungheria Terra rossa $25,000 Singolare - Doppio                                         | Kateřina Siniaková 3–6, 6–2, 6–1                           | Alberta Brianti                           | Rebecca Šramková Anastasia Grymalska         | Ana Savić Marina Kachar Paula Kania Timea Bacsinszky                             |
| 30 settembre | Hungarian Open 2013 Budapest, Ungheria Terra rossa $25,000 Singolare - Doppio                                         | Timea Bacsinszky Xenia Knoll 7–6(3), 6–2                   | Réka-Luca Jani Veronika Kapšaj            | Rebecca Šramková Anastasia Grymalska         | Ana Savić Marina Kachar Paula Kania Timea Bacsinszky                             |
| 30 settembre | Torneo Internacional Ciudad de Vall de Uxò 2013 La Vall d'Uixó, Spagna Terra rossa $25,000 Singolare - Doppio         | Arantxa Rus 6–1, 6–1                                       | Alizé Lim                                 | Sara Sorribes Tormo Teliana Pereira          | Aleksandrina Najdenova Paula Badosa Rebecca Peterson Amanda Carreras             |
| 30 settembre | Torneo Internacional Ciudad de Vall de Uxò 2013 La Vall d'Uixó, Spagna Terra rossa $25,000 Singolare - Doppio         | Florencia Molinero Laura Thorpe 6–1, 6–4                   | Cindy Burger Arantxa Rus                  | Sara Sorribes Tormo Teliana Pereira          | Aleksandrina Najdenova Paula Badosa Rebecca Peterson Amanda Carreras             |
| 30 settembre | Abierto Internacional de Tenis Femenil Ciudad Victoria 2013 Victoria, Messico Cemento $15,000 Singolare - Doppio      | Victoria Rodríguez 6–2, 4–6, 4–0, rit.                     | Ana Sofía Sánchez                         | Chieh-Yu Hsu María Fernanda Álvarez Terán    | Françoise Abanda Andrea Koch Benvenuto Sonja Molnar Elisabeth Fournier           |
| 30 settembre | Abierto Internacional de Tenis Femenil Ciudad Victoria 2013 Victoria, Messico Cemento $15,000 Singolare - Doppio      | María Fernanda Álvarez Terán María Irigoyen 7–6(2), 6–3    | Chieh-Yu Hsu Ana Sofía Sánchez            | Chieh-Yu Hsu María Fernanda Álvarez Terán    | Françoise Abanda Andrea Koch Benvenuto Sonja Molnar Elisabeth Fournier           |
| 30 settembre | Albena Open 2013 Albena, Bulgaria Terra rossa $10,000 Singolare - Doppio                                              | Vivian Zlatanova 6–3, 3–6, 7–6(5)                          | Borislava Botusharova                     | Isabella Šinikova Dessislava Zlateva         | Aleksandra Karamanoleva Lina Ǵorčeska Nikol Yordanova Dalia Zafirova             |
| 30 settembre | Albena Open 2013 Albena, Bulgaria Terra rossa $10,000 Singolare - Doppio                                              | Eva Wacanno Dalia Zafirova 4–6, 6–2, [10–8]                | Lina Ǵorčeska Camelia Hristea             | Isabella Šinikova Dessislava Zlateva         | Aleksandra Karamanoleva Lina Ǵorčeska Nikol Yordanova Dalia Zafirova             |
| 30 settembre | Salona Open 2013 Salona, Croazia Terra rossa $10,000 Singolare - Doppio                                               | Barbora Krejčíková 6–2, 6–2                                | Tereza Malíková                           | Gabriela Pantůčková Polona Reberšak          | Katarina Jokić Jana Fett Nina Holanová Petra Granić                              |
| 30 settembre | Salona Open 2013 Salona, Croazia Terra rossa $10,000 Singolare - Doppio                                               | Dea Herdželaš Barbara Kötelešová 7–6(4), 6–3               | Gabriela Pantůčková Dominika Paterová     | Gabriela Pantůčková Polona Reberšak          | Katarina Jokić Jana Fett Nina Holanová Petra Granić                              |
| 30 settembre | Jolie Ville Golf Women's 38 2013 Sharm el-Sheikh, Egitto Cemento $10,000 Singolare - Doppio                           | Anna Morgina 6–3, 3–6, 7–5                                 | İpek Soylu                                | Helen Ploskina Jana Sizikova                 | Samira Giger Laura Deigman Rishika Sunkara Giulia Bruzzone                       |
| 30 settembre | Jolie Ville Golf Women's 38 2013 Sharm el-Sheikh, Egitto Cemento $10,000 Singolare - Doppio                           | Anna Morgina Jana Sizikova 6–2, 6–3                        | Giulia Bruzzone Karina Venditti           | Helen Ploskina Jana Sizikova                 | Samira Giger Laura Deigman Rishika Sunkara Giulia Bruzzone                       |
| 30 settembre | Marathon Futures 5 2013 Marathon-Atene, Grecia Cemento $10,000 Singolare - Doppio                                     | Polina Lejkina 5–7, 6–4, 6–3                               | Lee Pei-chi                               | Nuria Párrizas Díaz Luisa Marie Huber        | Lisa Sabino Keren Shlomo Natalia Siedliska Paulina Czarnik                       |
| 30 settembre | Marathon Futures 5 2013 Marathon-Atene, Grecia Cemento $10,000 Singolare - Doppio                                     | Aminat Kushkhova Polina Lejkina 7–5, 6–3                   | Franziska König Lisa Sabino               | Nuria Párrizas Díaz Luisa Marie Huber        | Lisa Sabino Keren Shlomo Natalia Siedliska Paulina Czarnik                       |
| 30 settembre | ITF Women's Circuit Asuncion 2013 Asunción, Paraguay Terra rossa $10,000 Singolare - Doppio                           | Bianca Botto 6(6)–7, 6–2, 6–2                              | Carolina Zeballos                         | Gabriela Cé Eduarda Piai                     | Montserrat González Camila Giangreco Campiz Nathaly Kuwata Nathalia Rossi        |
| 30 settembre | ITF Women's Circuit Asuncion 2013 Asunción, Paraguay Terra rossa $10,000 Singolare - Doppio                           | Carla Bruzzesi Avella Carolina Zeballos 6–1, 6–3           | Victoria Bosio Fernanda Brito             | Gabriela Cé Eduarda Piai                     | Montserrat González Camila Giangreco Campiz Nathaly Kuwata Nathalia Rossi        |
| 30 settembre | ITF Women's Circuit Monastir 2 2013 Monastir, Tunisia Cemento $10,000 Singolare - Doppio                              | Maria Marfutina 6–2, 6–2                                   | Arabela Fernández Rabener                 | Linda Prenkovic Bernice van de Velde         | Yessmine Zhir Victoria Muntean Alice Savoretti Ljudmila Vasil'eva                |
| 30 settembre | ITF Women's Circuit Monastir 2 2013 Monastir, Tunisia Cemento $10,000 Singolare - Doppio                              | Linda Prenkovic Bernice van de Velde 6–2, 6–4              | Maria Marfutina Nina Stadler              | Linda Prenkovic Bernice van de Velde         | Yessmine Zhir Victoria Muntean Alice Savoretti Ljudmila Vasil'eva                |
| 30 settembre | GD Tennis Academy 14 2013 Antalya, Turchia Terra rossa $10,000 Singolare - Doppio                                     | Julija Samuseva 6–1, 6–0                                   | Susanne Celik                             | Sonja Larsen Zuzana Zálabská                 | Patricia Lancranjan Marie Benoît Katharina Lehnert Monique Zuur                  |
| 30 settembre | GD Tennis Academy 14 2013 Antalya, Turchia Terra rossa $10,000 Singolare - Doppio                                     | Olena Kyrpot Julija Samuseva 4–6, 6–3, [10–3]              | Iryna Šymanovič Aleksandra Zenovka        | Sonja Larsen Zuzana Zálabská                 | Patricia Lancranjan Marie Benoît Katharina Lehnert Monique Zuur                  |
| 30 settembre | ITF Women's Circuit Hilton Head 2013 Hilton Head Island, Stati Uniti Terra rossa $10,000 Singolare - Doppio           | Ellie Halbauer 7–6(5), 7–5                                 | Alexandra Mueller                         | Ulrikke Eikeri Raveena Kingsley              | Maria Fernanda Alves Peggy Porter Franciasca Fusinato Maddie Pothoff             |
| 30 settembre | ITF Women's Circuit Hilton Head 2013 Hilton Head Island, Stati Uniti Terra rossa $10,000 Singolare - Doppio           | Alexandra Mueller Jillian O'Neill 6–4, 6–1                 | Kristi Boxx Abigail Guthrie               | Ulrikke Eikeri Raveena Kingsley              | Maria Fernanda Alves Peggy Porter Franciasca Fusinato Maddie Pothoff             |